# Угорщина
Угорщина (угор. Magyarország [ˈmɒɟɒrorsaːɡ]) — держава в центральній Європі. Займаючи територію у 93 030 км² у Тисо-Дунайській низовині, країна межує зі Словаччиною на півночі, Україною — на північному сході (спільний кордон 105 км), Румунією — на південному сході, Сербією та Хорватією — на півдні, Словенією — на південному заході та Австрією — на заході. Маючи близько 10 мільйонів жителів, Угорщина є середньою за величиною державою — членом Європейського Союзу. Державна мова — угорська, яка є найуживанішою уральською мовою у світі й однією з небагатьох не-індоєвропейських мов, які широко вживаються в Європі. Столиця та найбільше місто — Будапешт; інші основні міські райони включають Дебрецен, Сегед, Мішкольц, Печ та Дьєр.
Територія сучасної Угорщини століттями була заселена цілою низкою народів, включно із кельтами, римлянами, германськими племенами, гунами, західними слов'янами та аварами. Основи угорської держави були закладені наприкінці IX століття вождем угорців Арпадом після завоювання Паннонського басейну. Його правнук Стефан I зійшов на престол у 1000 році, перетворивши свої володіння на християнське королівство. До XII століття Угорщина стала регіональною потугою, досягши своєї культурної та політичної висоти у XV столітті. Після битви при Мохачі 1526 року, Угорщина була частково окупована Османською імперією (1541—1699). На межі XVII століття, країна потрапила під владу Габсбургів і, згодом, приєдналася до Австрії, утворивши Австро-Угорську імперію, велику європейську державу.
Австро-Угорська імперія розпалася після Першої світової війни і, за Тріанонським договором, підписаним по її завершенню, втратила 71 % території, 58 % населення та 32 % етнічних угорців. Після бурхливого міжвоєнного періоду, Угорщина приєдналася до країн Осі у Другій світовій війні, зазнавши значних збитків та жертв. Після війни країна стала державою-сателітом Радянського Союзу, що призвело до утворення соціалістичної республіки, яка проіснувала чотири десятиліття (1949—1989). Країна отримала широку міжнародну увагу внаслідок революції 1956 року та відкриттю 1989 року свого раніше обмеженого кордону з Австрією, що прискорило крах Східного блоку. 23 жовтня 1989 року Угорщина проголошена демократичною парламентською республікою.
Країна має економіку з високим рівнем доходу, яка є 54-ю найбільшою економікою у світі за номінальним ВВП та 53-ю за величиною за ВВП (ПКС). Угорщина посідає 45-те місце в індексі людського розвитку завдяки значною мірою своїй системі соціального забезпечення, універсальній охороні здоров'я та безкоштовній вищій освіті. Багата культурна історія Угорщини включає значний внесок у мистецтво, музику, літературу, спорт, науку і техніку. Країна є 13-м за популярністю туристичним напрямком у Європі, який 2017 року відвідало 15,8 мільйонів туристів завдяки таким визначним пам'яткам, як найбільша печерна система термальних вод у світі, друге за величиною термальне озеро, найбільше озеро в Центральній Європі та найбільші природні луки в Європі. Культура, історія та академічна видатність Угорщини класифікують її як середню силу в глобальних справах. Угорщина приєдналася до Європейського Союзу 2004 року та входить до Шенгенської зони від 2007 року. Країна є членом численних міжнародних організацій, серед яких Організація Об'єднаних Націй, Північноатлантичний Альянс, Світова організація торгівлі, Світовий банк, АБІІ, Рада Європи та Вишеградська група.

## Назва
Після повалення комуністичного режиму країна тривалий час офіційно мала назву Угорська Республіка (угор. Magyar Köztársaság), проте з 1 січня 2012 набрала чинності нова конституція, яка офіційно затвердила скорочену назву Угорщина (угор. Magyarország).

## Географія
Угорщина розташована в північній частині Середньодунайського басейну, замкненого на заході Альпами, на півночі, сході та південному сході — Карпатами. Більша частина території Угорщини зайнята рівнинами і горбистими ділянками. Дунай ділить Угорщину на дві частини. На сході Тисо-Дунайської низовини знаходиться  — Великий Альфельд, обмежений на півночі ланцюгом невисоких гір; найвища гора — Кекеш (1015 м), правобережжя Дунаю займає Дунантуль — височина з горбами 150—200 м, яка перетинається смугою невисоких (400—700 м) Середньоугорських гір (Задунайське середньогір'я). На північному заході країни простягається Мала Середньодунайська низовина (Кішальфельд), обмежена Шопронськими і Кесегськими горами (передгір'я Альп) заввишки 500—800 м. Річки Угорщини належать до водного басейну Дунаю. Озера — Балатон (594 км²), Веленце (26 км²), Фертьо (23 км²); водосховище Кишкьоре. Клімат Угорщини помірно континентальний.

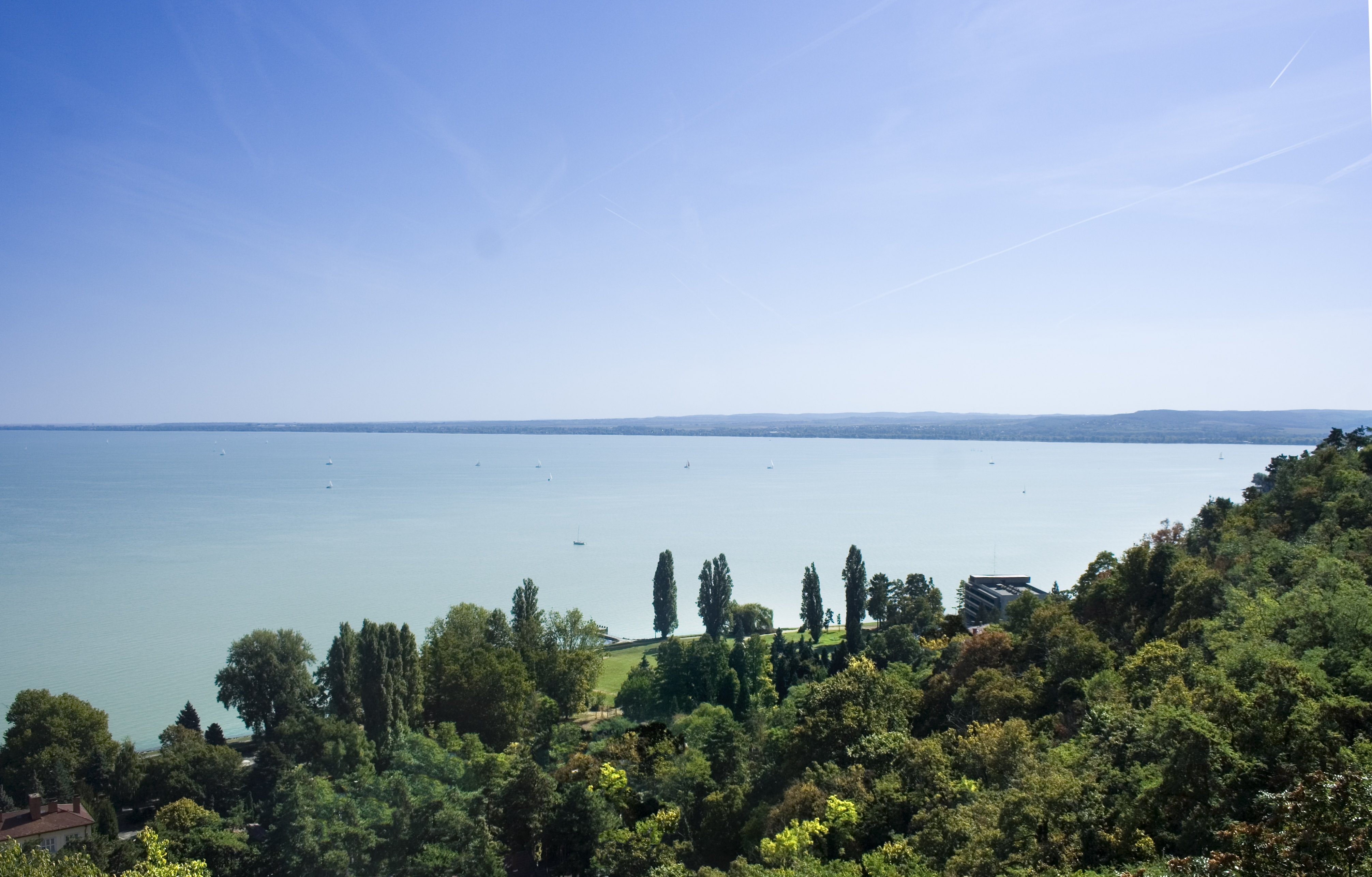
Балатон
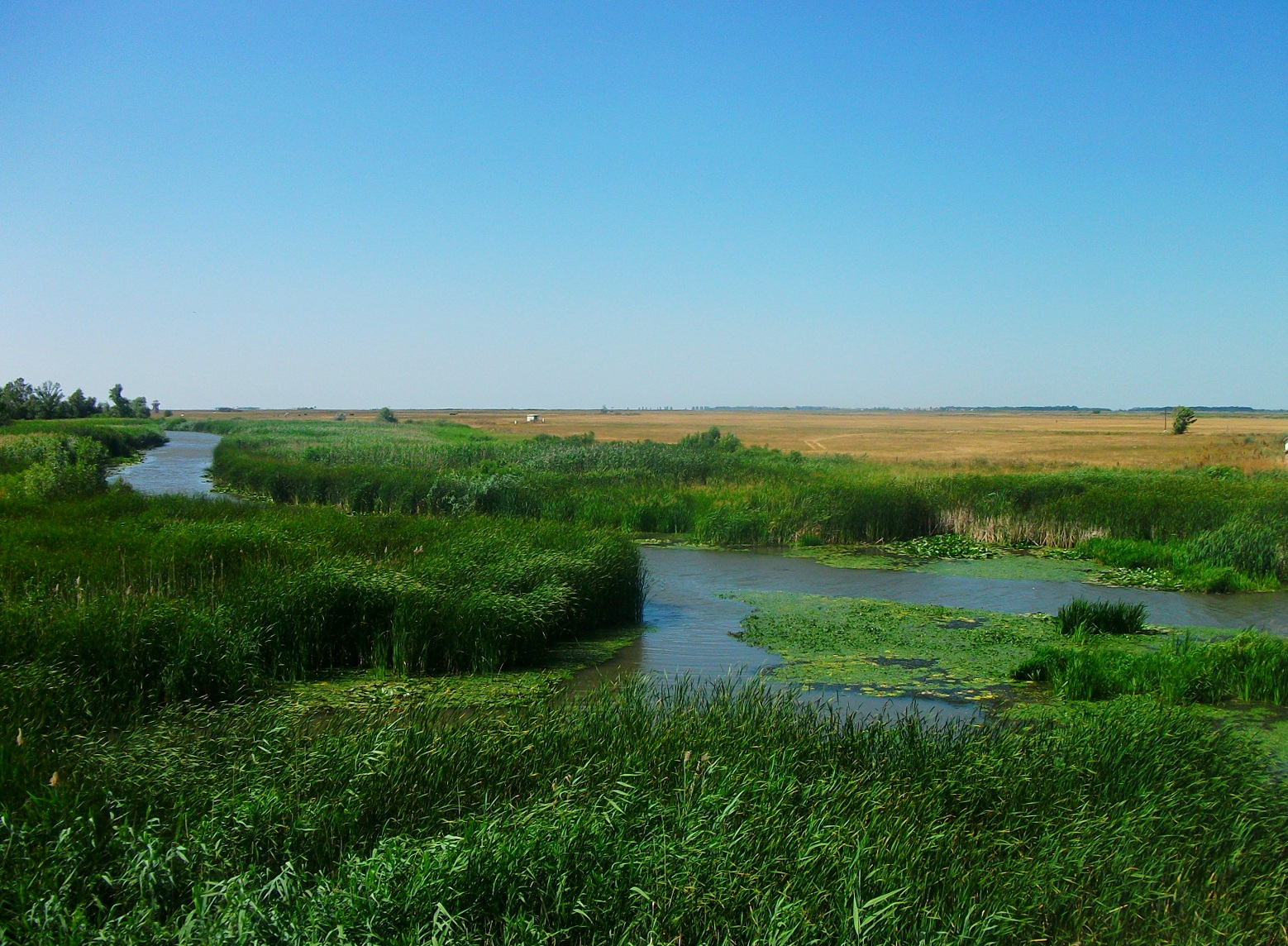
Гортобадь
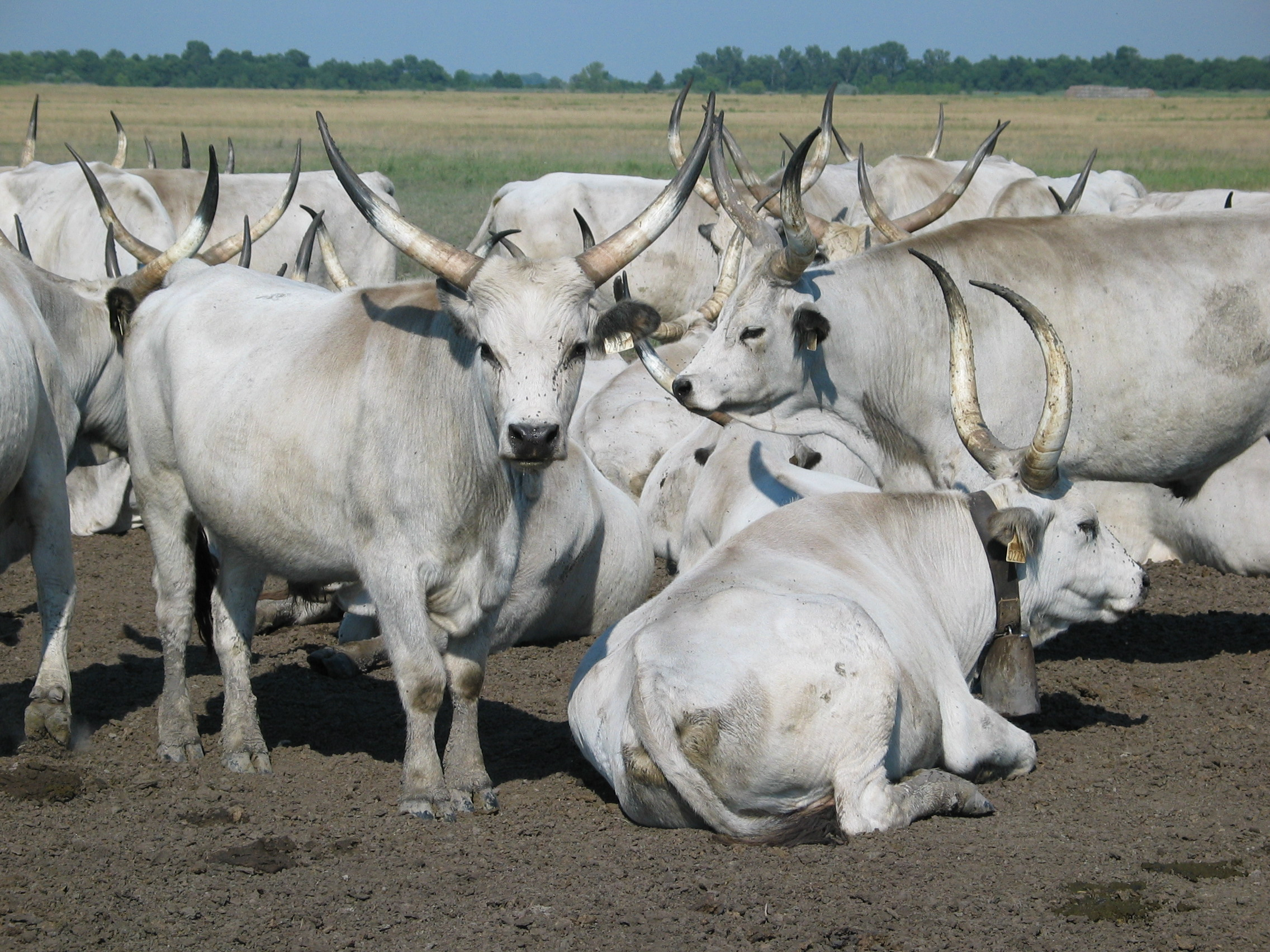
Гортобадь
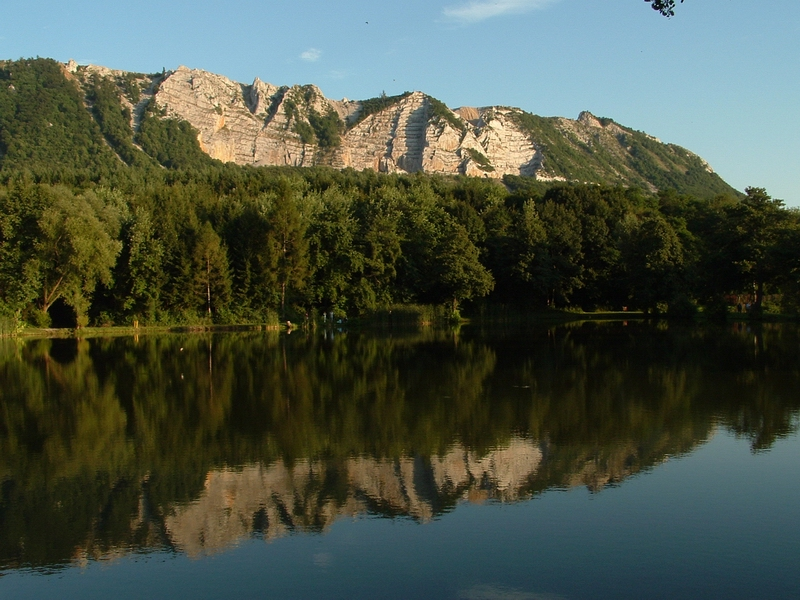
Бюккський національний парк
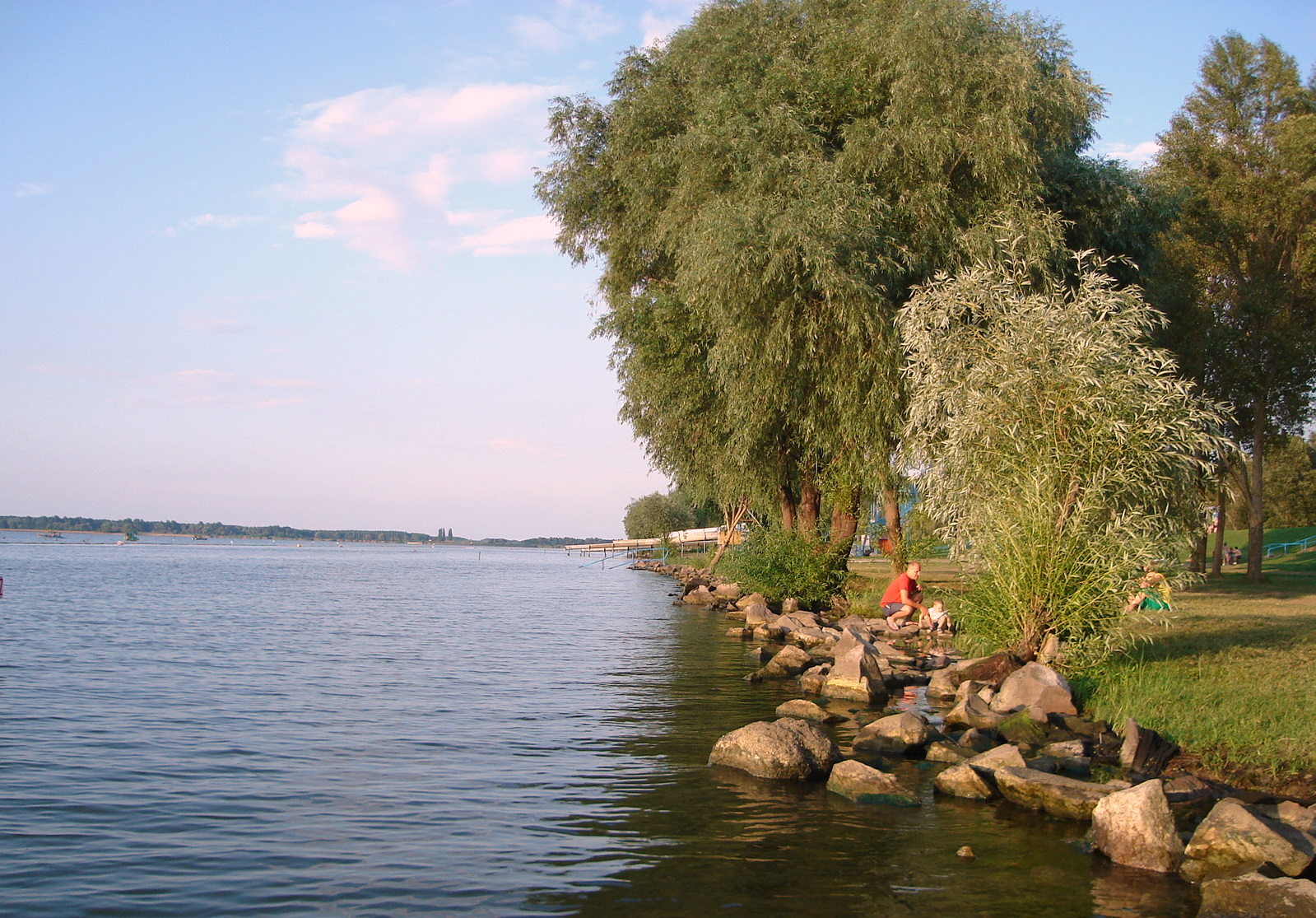
Тиса
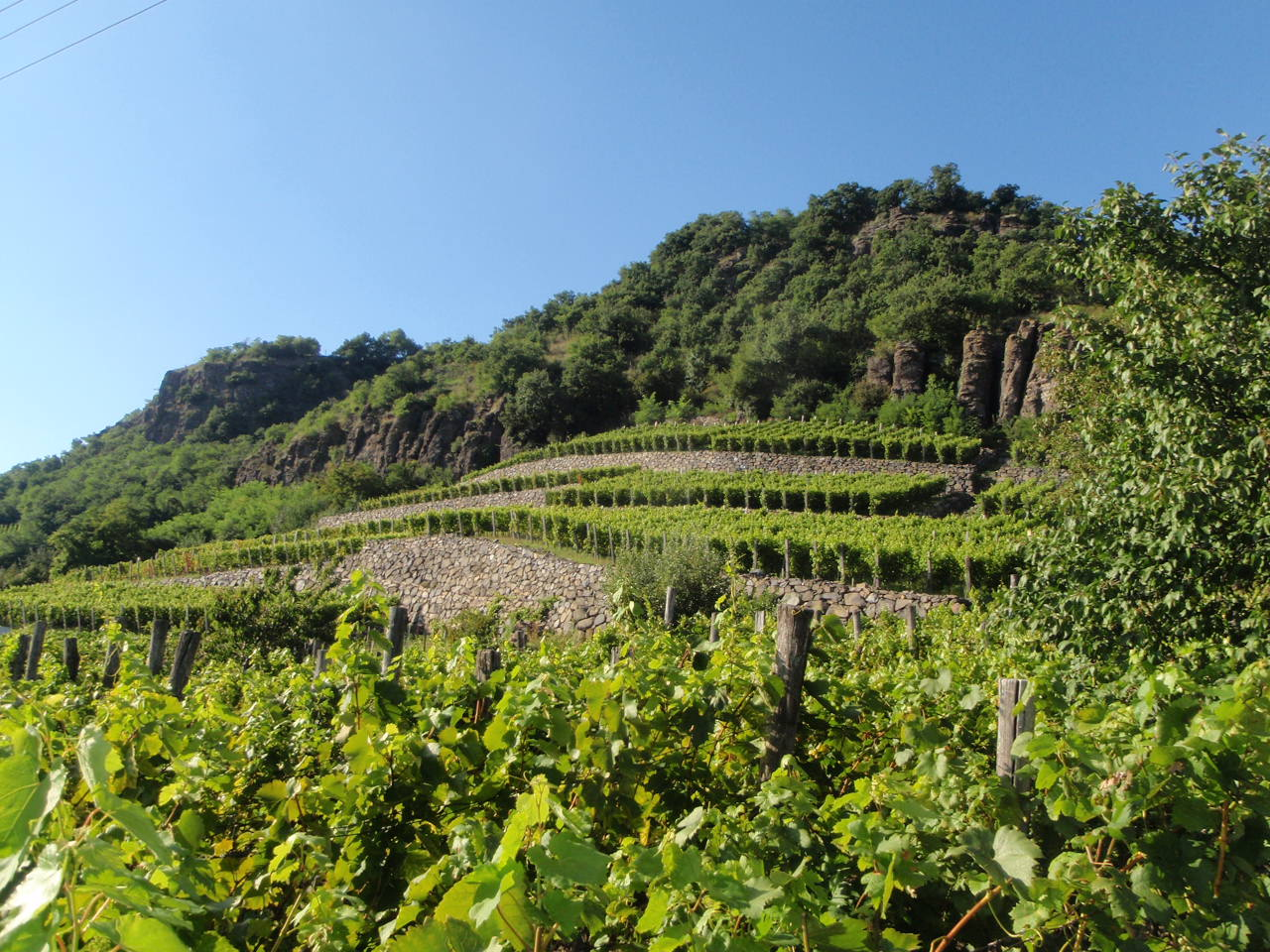
Виноробство в Угорщині
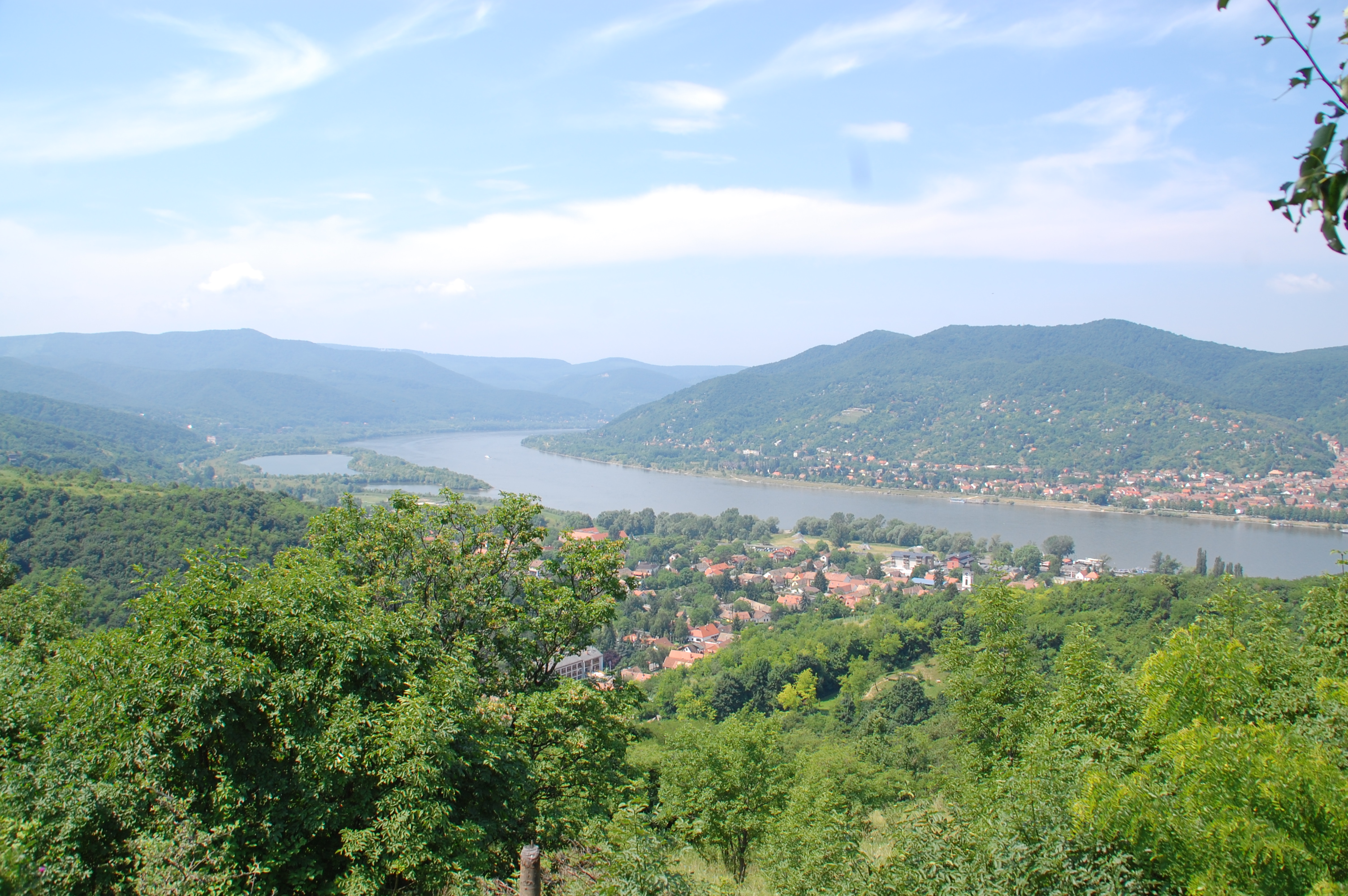
Дунай
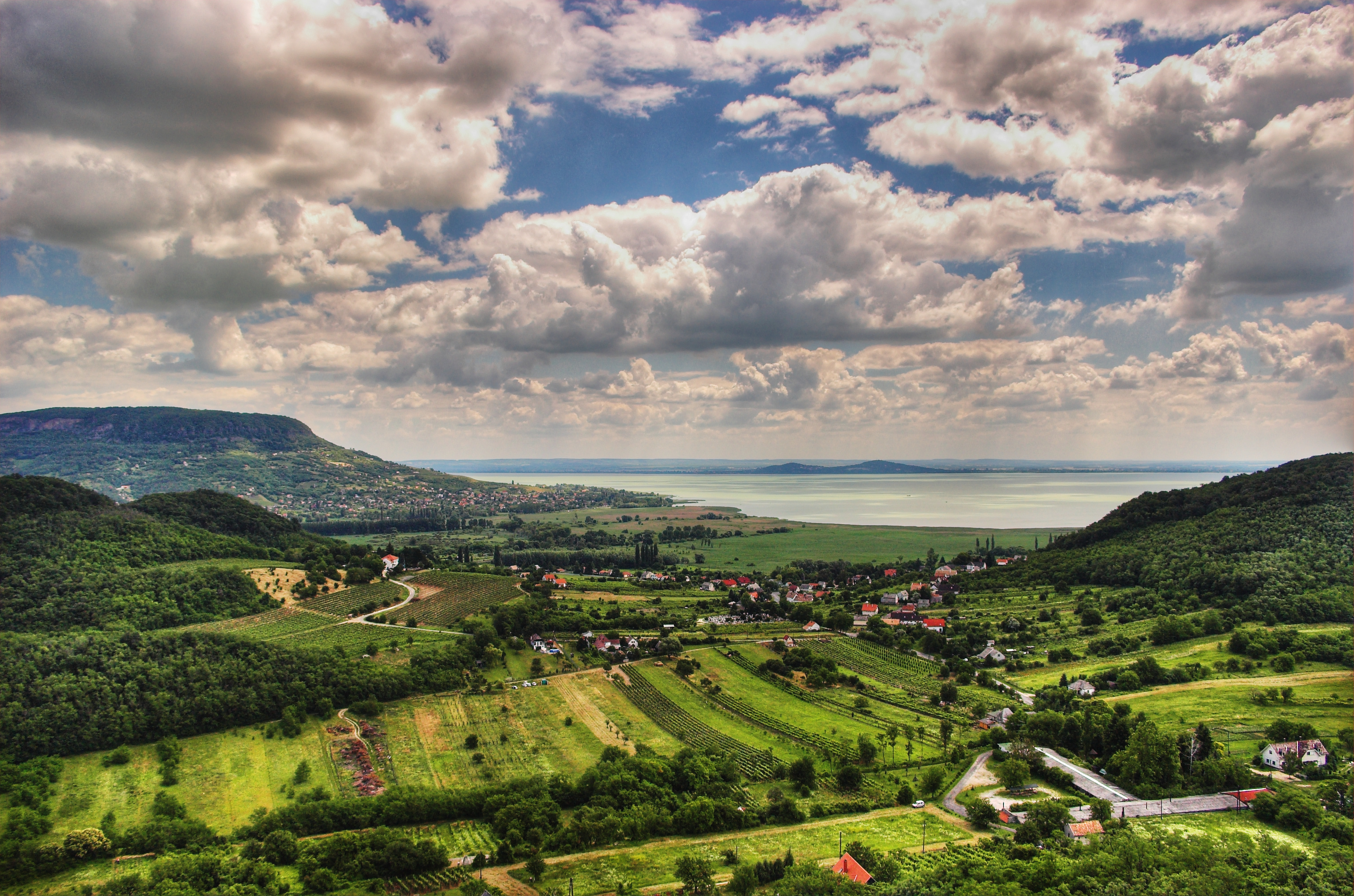
Національний парк Прибалатонської височини
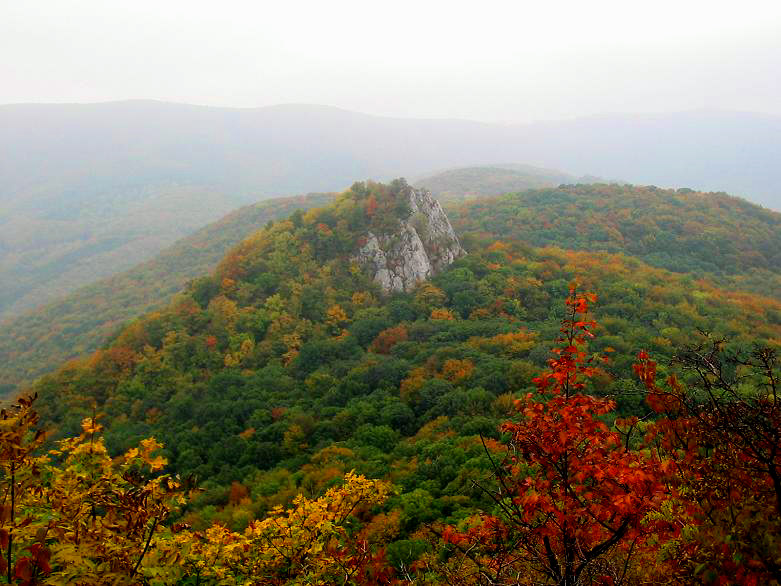
Бюкк (гірський масив)

## Історія

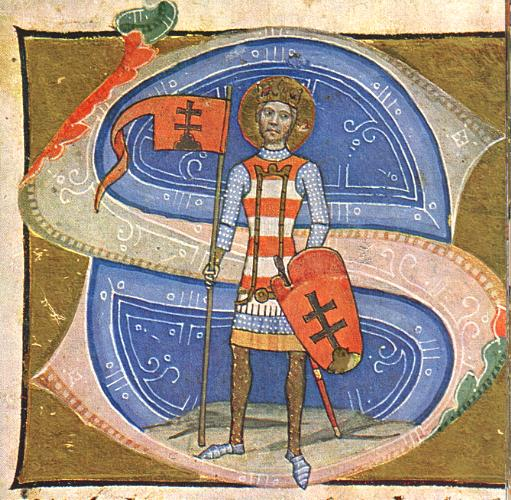
Стефан I Святий, перший угорський король

### До 895 року
Римська імперія завоювала території на захід від Дунаю між 35 та 9 роками до н. е. З 9 року до н. е. й до IV століття Паннонія була частиною Римської імперії, займаючи зокрема й територію сучасної Угорщини. Згодом сюди прийшли гуни, що створили сильну імперію. Після занепаду гунської держави тут мешкали германські остготи, лангобарди й гепіди, а з часом опанували авари. Наприкінці IX ст. територію теперішньої Угорщини населяли слов'яни й авари, романізовані панонці та рештки германовних племен. Напередодні приходу угрів землі Тисо-Дунайської низовини було поділено між Східним Франкським королівством, Першим Болгарським царством та Великою Моравією. Крім того, авари продовжували бути панівним етносом цих земель наприкінці 9 століття; сучасні джерела та дедалі більша кількість археологічних знахідок свідчать, що групи аварів пережили занепад своєї імперії.

### Знаходження батьківщини
Угри (мадяри) на чолі з Арпадом перейшли Карпати зі сходу й оселилися на Тисо-Дунайській низовині 895 року. Згідно з мовознавчими дослідженнями, вони походили від ураломовного населення, що мешкало на лісистих землях між Волгою та Уралом.

### Середньовічна Угорщина (895—1526)

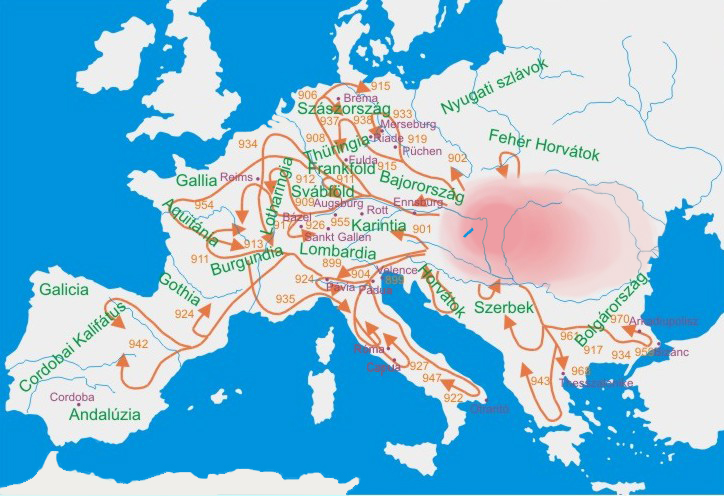
Угорські походи в 10 столітті

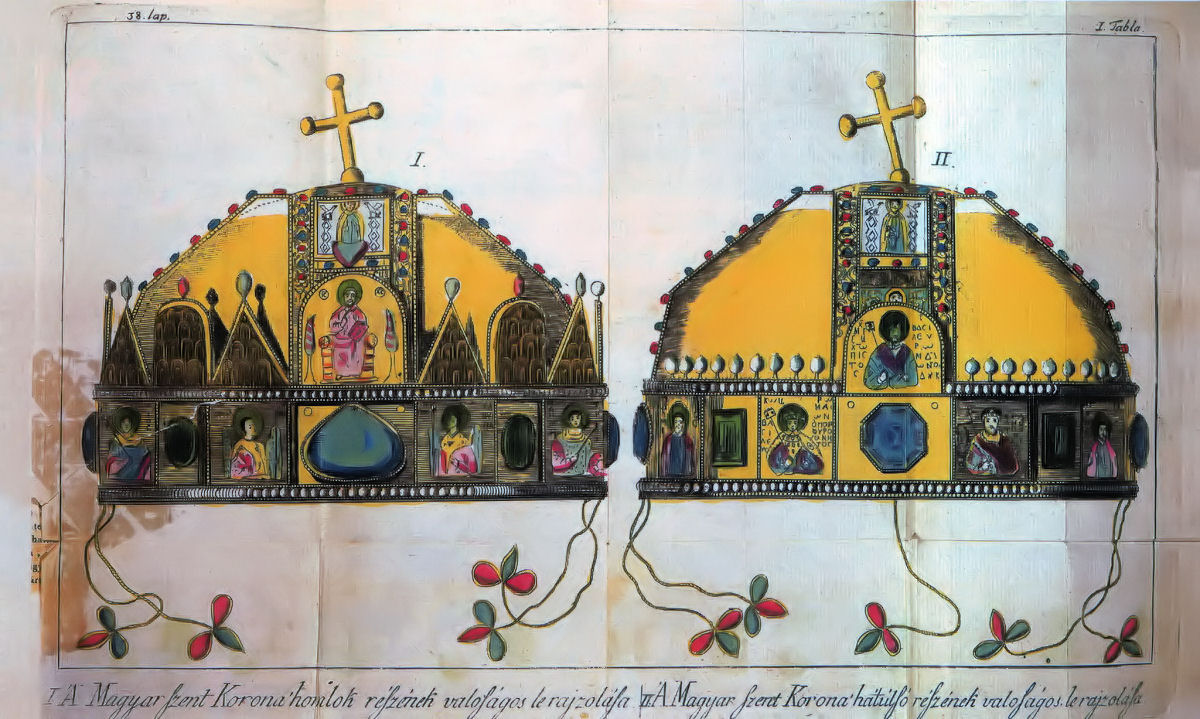
Корона Святого Іштвана

Як федерація об'єднаних племен Угорщина виникла 895 року, за 50 років після розвалу Каролінзької імперії за Верденським договором 843 року, перед об'єднанням англо-саксонських королівств. Спочатку Угорське князівство складалося з напівкочових народів, однак протягом 10 століття воно пережило трансформацію у християнську державу. Ця держава добре функціонувала, а її військова потужність давала змогу угорцям проводити військові кампанії від Константинополя до території сучасної Іспанії. Угорці завдали щонайменше трьох значних поразок Східній Франкській імперії між 907 та 910 роками. Пізніша поразка угорців у битві на Лехському полі 955 року поклала тимчасовий кінець більшості їхніх кампаній на чужі землі, принаймні в західному напрямку.
У 972 Арпади почали інтегрувати Угорщину в християнську Західну Європу. За підтримки візантійського імператора Бела ІІІ у 1181 році запровадив в управлінні країною візантійські порядки і звичаї.
У 1241—1242 почалося Монгольське завоювання. Майже половина населення загинула під час військових дій. Половці та яси відкочували на Дунай, ці народи цілковито асимілювалися в Угорщині. Монголи повернулися у 1285 році, а після смерті Андрія III (1290—1301) розгорілася боротьба за угорську корону. Владу здобув Карл I Роберт (Анжуйська династія Капетингів), а успадкував корону Людвік I Великий. Сигізмунд I Люксембург отримав також корону Священної Римської імперії.
1445 на з'їзді представників вищої угорської аристократії Янош Гуняді був обраний князем Трансильванії, а в 1446 регентом Угорщини від імені малолітнього короля Ласло V. В 1448, отримавши золотий ланцюжок від папи, він повернувся на поле битви, проте програв у битві на Косовому полі через зраду сербського князя. 1458 року на льоду річки Дунай містяни і вояки оголосили про обрання короля Матвія Корвіна. Король привертав до себе вчених, діячів культури, гуманістів і освічених людей з усієї Європи, а бібліотека Корвініана стала найбільшою на континенті.

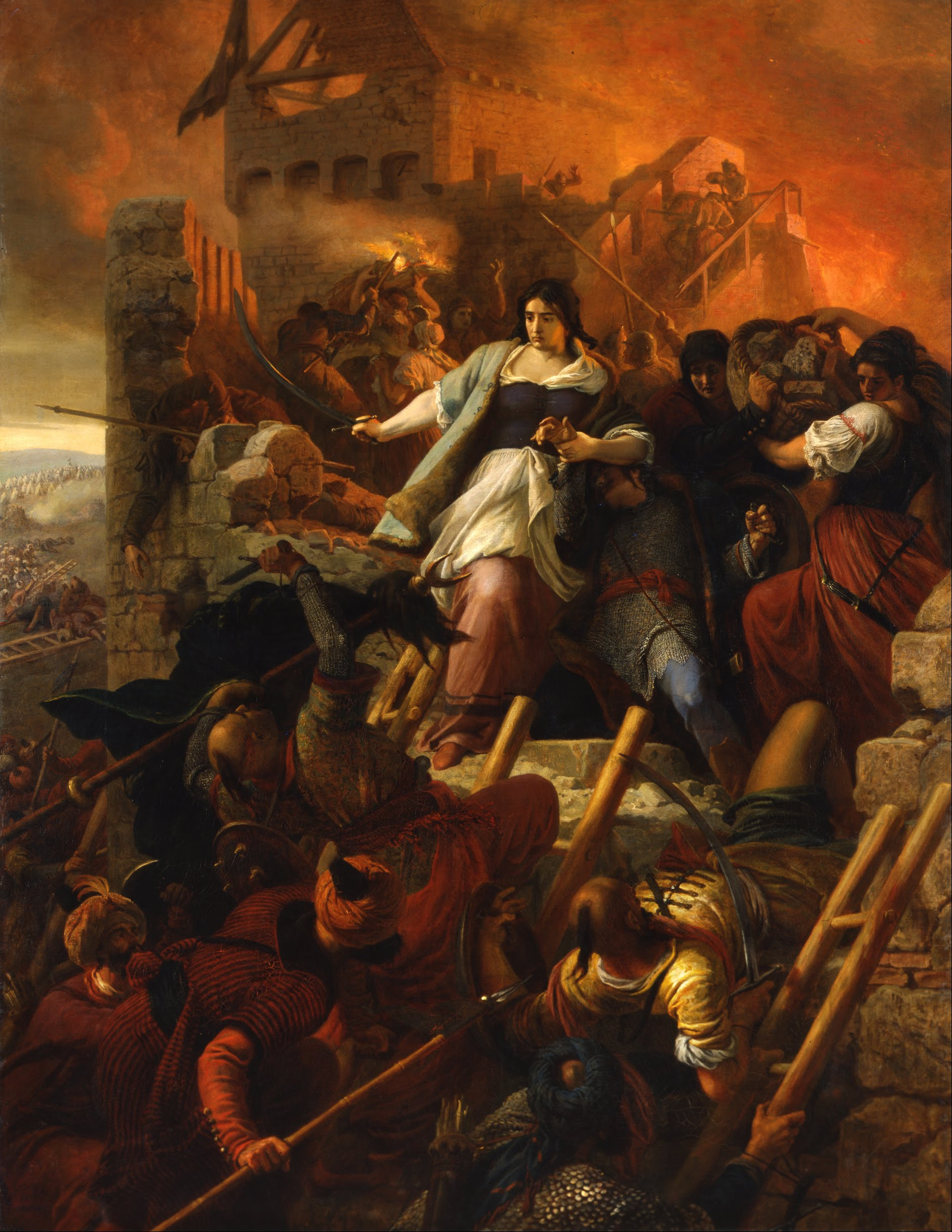
Облога Еґера від османців, 1552

Після його смерті та за відсутності спадкоємця королем став поляк Владислав II Ягеллончик.

### Османські війни (1526—1699)
Османські війни в Європі призвели до поразки Угорщини (Битва при Могачі (1526)). Людвік II Ягеллончик загинув у битві, новим королем був обраний Янош I Заполья та одночасно Фердинанд I Габсбург. Угорщина була розділена на три частини. Королівська Угорщина опинилася під владою Габсбургів. Трансильванське князівство здобуло незалежність. У 1686 Священна ліга захопила Буду, 143-річне османське панування в місті скінчилося. Османська влада протрималася на угорських територіях до 1718.

### Габсбурзький період (1770—1914)

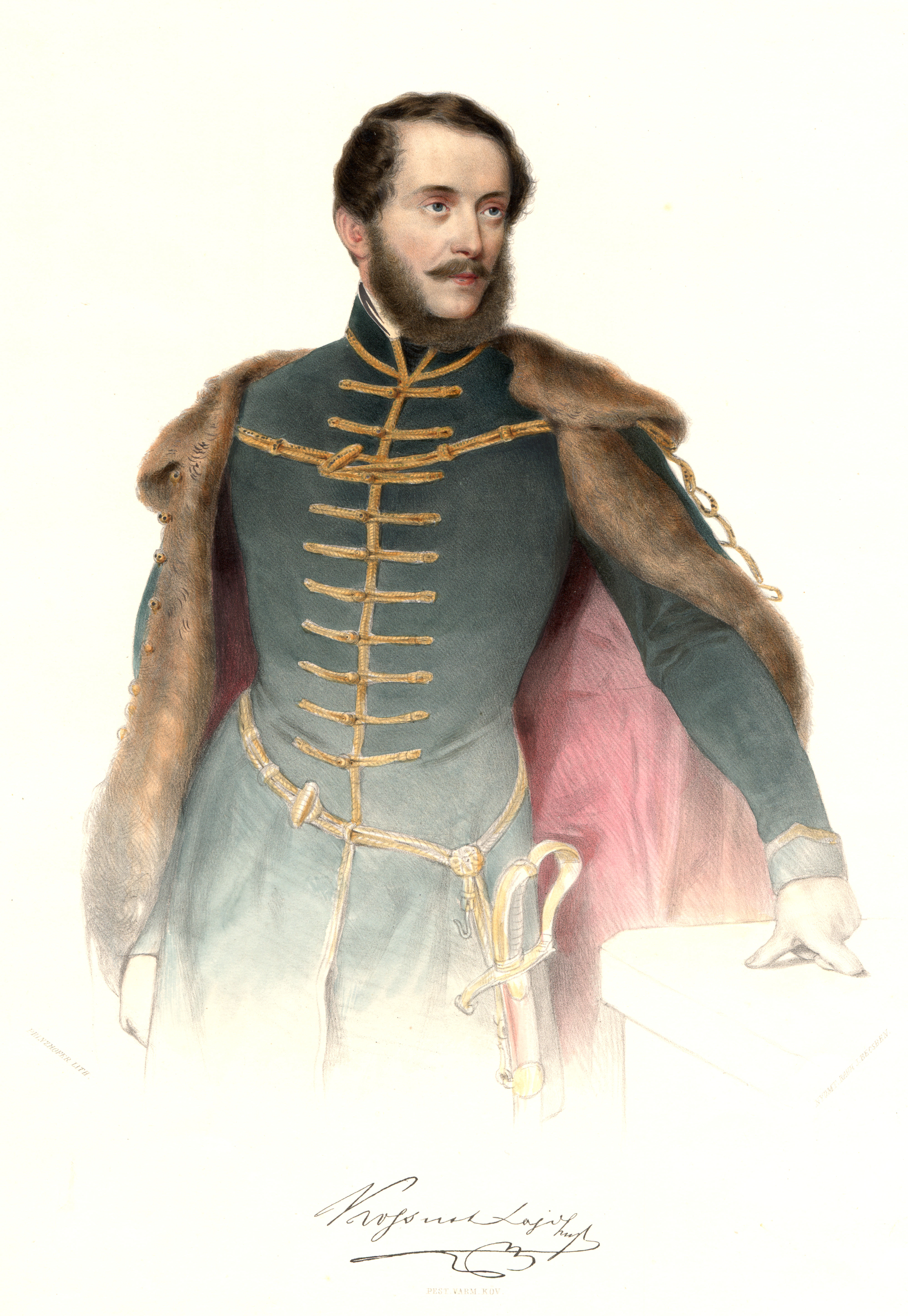
Лайош Кошут, правитель-президент Угорщини в період Угорської революції 1848—1849.

Ференц II Ракоці керував антигабсбурзькою національно-визвольною війною угорського народу у 1703—1711 рр. Пізніше імператриця Марія-Терезія (1740—80) та імператор Йосиф II (1780—90) одночасно угорські королева й король) намагалися провести обмежені реформи в дусі «освіченого абсолютизму». Наростав рух за скасування феодальних пережитків, зокрема, кріпацтва. 3 березня 1848 на Національних зборах із промовою виступив Лайош Кошут, вимагаючи реформ, конституції та формування підзвітного парламентові уряду. 15 березня делегація угорського парламенту вирушила до Відня для передачі петиції, почалось повстання у Пешті. 18 березня король Фердинанд V пішов на поступки і призначив Лайоша Баттяні прем'єр-міністром. Збори затвердили цілий комплекс реформ. 11 квітня країна перетворилась на конституційну монархію. На основі створеної у перші дні революції національної гвардії угорський уряд почав створювати власну армію.
Угорщині не вистачило міжнародного визнання, Пруссія, Велика Британія та Франція висловились за збереження єдиної Австрійської монархії. 9 травня російський імператор Микола I пообіцяв військову підтримку Францу-Йосифу I. 21 червня в Угорщину було введено російську армію, революцію було придушено. Попри це Франц Йосиф I пішов на зближення з Угорщиною. На останньому етапі австро-угорських переговорів 15 березня 1867 було підписано Австро-угорський компроміс. Було засновано Будапешт (котрий до цього існував як кілька невеликих міст).
28 червня 1914 року у Сараєво було вбито спадкоємця австрійського престолу ерцгерцога Франца Фердінанда. 7 липня 1914 року прем'єр-міністр Тиса Іштван заявив про необхідність збройного виступу проти Сербії. Почалася Перша світова війна. Війська, набрані в Королівстві Угорщина, присвятили небагато часу обороні власне Угорщини, за винятками Брусиловського прориву в червні 1916 року та вторгнення румунської армії у Трансильванію кількома місяцями пізніше. 11 листопада 1918 війна закінчилася програшем. У жовтні-листопаді 1918 року Австро-Угорщина припинила існування.

### Міжвоєнний період (1918—1939)
Революція айстр поклала початок кар'єрі Міхая Карої. Було розпущено національну армію. Тріанонський договір зафіксував розпад Австро-Угорщини. Трансильванія та Верхня Угорщина перейшли до Румунії та Чехословаччини відповідно.
Наступна революція 21 березня 1919, скасувала Угорську Демократичну Республіку, а Бела Кун проголосив недовготривалу Угорську Радянську Республіку. 16 квітня 1919 Радянський уряд Угорської Радянської республіки почав війну проти Румунії. 4 серпня румунська армія взяла Будапешт і повалила уряд Бели Куна. Після ліквідації комуністичної влади було встановлено диктатуру Міклоша Горті. Горті було призначено регентом із фактично необмеженою владою при королі Карлі I. Сподіваючись, що гітлерівський уряд допоможе повернути втрачені території, гортистський режим пішов на встановлення союзницьких відносин із нацистською Німеччиною. Горті був регентом до 16 жовтня 1944 року, проте Угорщина залишалася парламентською демократією.

### Друга світова війна 1939—1945

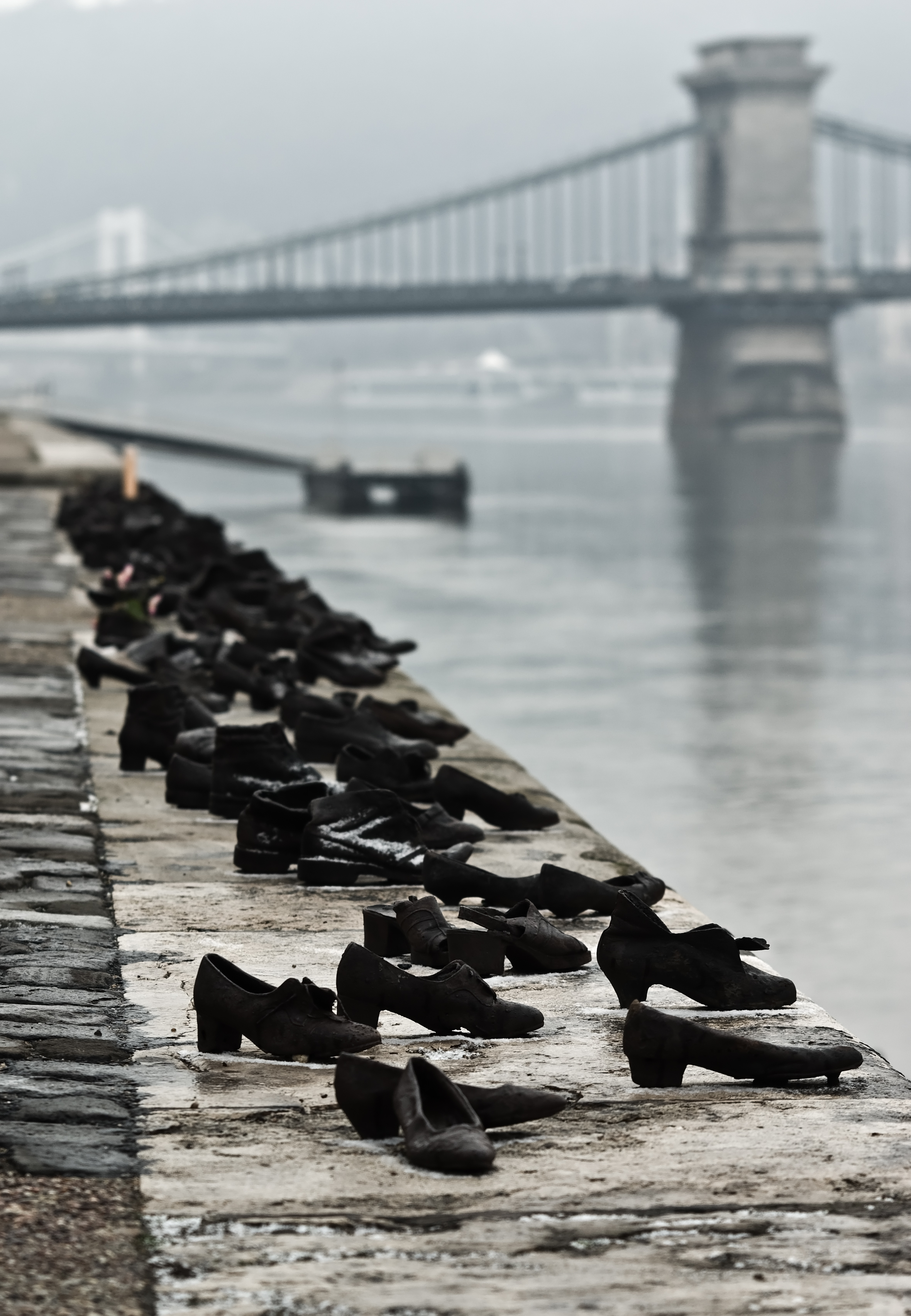
Взуття на річці Дунай

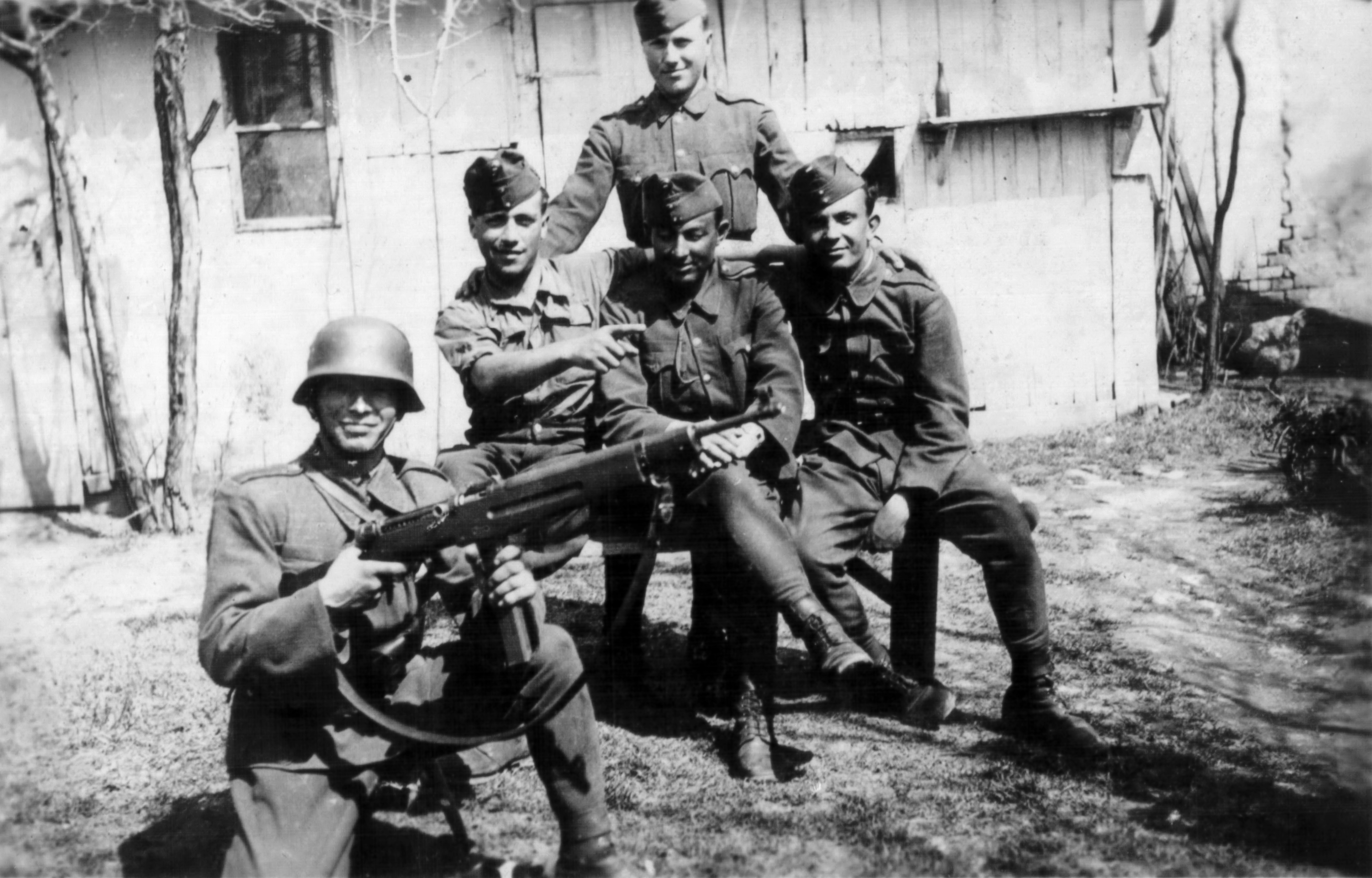
Угорські солдати, озброєні пістолет-кулеметом «Кіралі» на Східному фронті. Карпати. 1944

Перший Віденський арбітраж у 1938 році дозволив Угорщині, після проголошення незалежності Словаччини 14 березня 1939 року, почати окупацію частини Підкарпатської Русі. Від Чехословаччини були відокремлені та передані Угорщині південна частина Підкарпатської Русі (Карпатської України) і райони південної Словаччини, населені переважно угорцями. Словацька республіка тактично програла Словацько-угорську війну. Другий Віденський арбітраж у 1940 закріпив угорську владу у Північній Трансильванії. 1941 року угорська армія взяла участь у вторгненні в Югославії (Операція «Ауфмарш 25»). 22 червня 1941 Німеччина напала на Радянський Союз у рамках операції «Барбаросса». Угорщина розпочала відлік війни проти СРСР. Серед найуспішніших операцій — битва під Уманню.
Перші серйозні невдачі спіткали угорське командування під Сталінградом. Це похитнуло підтримку війни на боці Німеччини та призвело до окупації Угорщини в березні 1944 року німецькими військами. Міклоша Горті усунули з посади, владу здобув Ференц Салаші, засновник Партії схрещених стріл.
Дебреценська операція ставила за мету виведення Угорщини з війни. У результаті проведення операції частинами РСЧА було вигнано нацистські війська з лівобережжя Тиси та Північної Трансильванії. Незабаром почалася Будапештська операція.
За часів війни з країни було депортовано 440 000 євреїв. Життя десятків тисяч угорських євреїв врятував тоді Рауль Валленберг. Всього з 800 000 євреїв, які проживали в Угорщині до війни, вижило 204 000.
Країна виявилася майже цілковито зруйнованою. 13 січня 1945 Будапештом та центральними районами Угорщини оволоділи війська РСЧА. Паризькі мирні договори (1947) скасували збільшення територій Угорщини за рахунок Чехословаччини та Румунії.

### Комуністичний період (1947—1989)

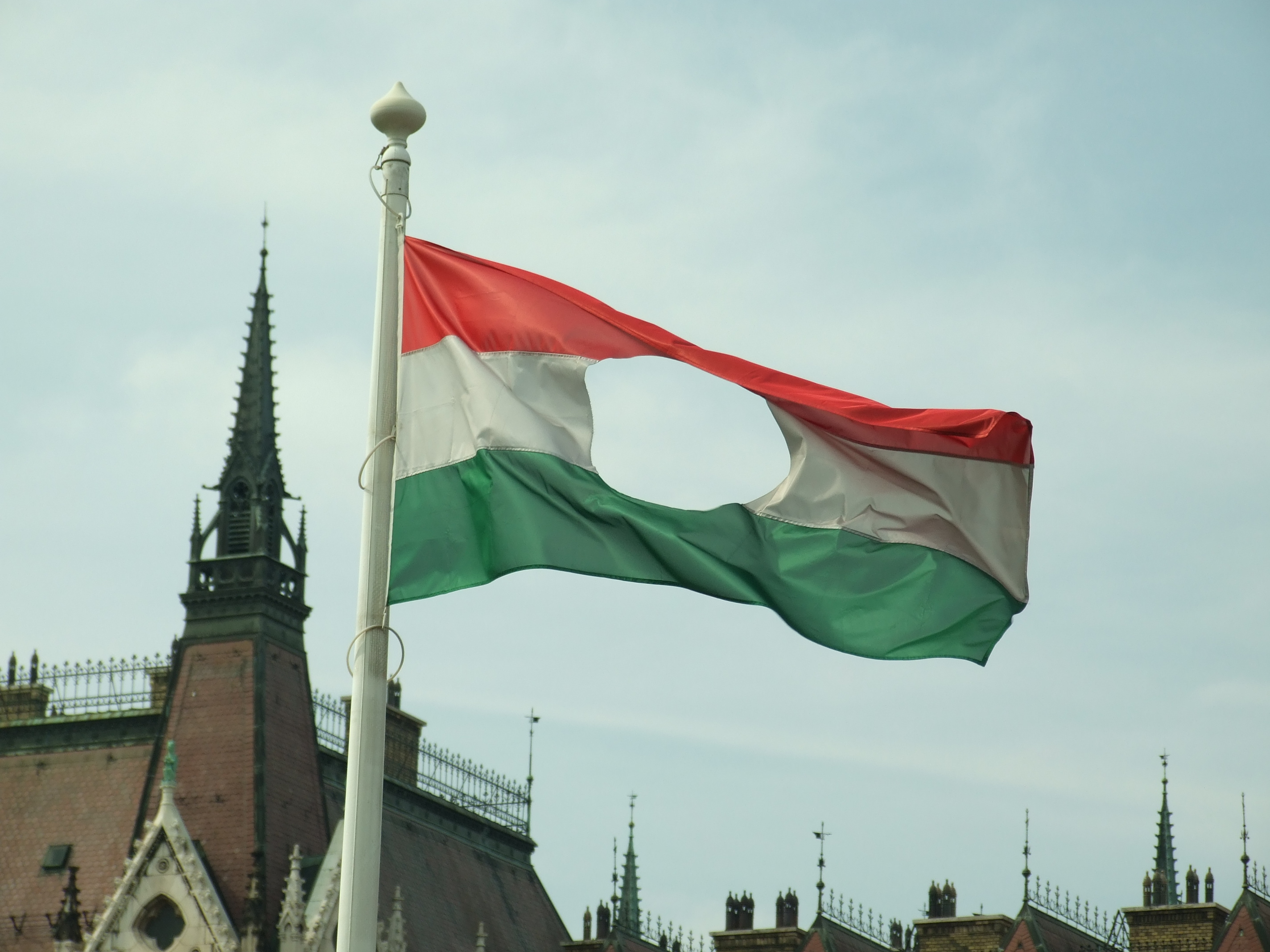
Прапор Угорщини з вирізаним комуністичним гербом. Прапор з отвором став символом революції.

Радянські війська зайняли всю країну з метою формування в Угорщині комуністичного сателіта Радянського Союзу. Матяш Ракоші почав сталінізацію. Угорські комуністи копіювали радянський КДБ та систему концентраційних таборів, проводили політику терору і репресій. Це продовжувалося до смерті Сталіна в 1953 році, коли почалася десталінізація. У 1953—1955 роках посаду прем'єр-міністра зайняв Імре Надь. Новий прем'єр-міністр зробив кроки з лібералізації економіки, але був відсторонений. Угорщина долучилася до Варшавського пакту.
16 жовтня 1956 року частка студентів університету в Сегеді організовано вийшли з прокомуністичного «Демократичного союзу молоді». 23 жовтня, опівдні в Будапешті почалася демонстрація, в якій взяли участь 200 тисяч осіб. Уночі Ерне Ґере висловив прохання про введення радянських військ в Угорщину. Почалася революція. В Будапешт були введені близько 6000 військовослужбовців Радянської армії, 290 танків, 120 БТР, 156 гармат. 5—7 листопада відбувалися бої на вулицях. Загалом упроводж періоду з 23 жовтня по 31 грудня 1956 року загинуло 2652 угорців. Чверть мільйона емігрувало з країни.
Уряд Яноша Кадара з активною участю радянських органів безпеки знову розгорнув масові репресії в країні. Учасникам повстання було винесено понад 300 смертних вироків, десятки тисяч людей опинилися в тюрмах і таборах. Жорстка політика отримала назву «Кадаровський „гуляшизм“». Однак, ряд новаторських економічних реформ сприяв лібералізації економіки та зростанню рівня життя населення. З 1960-х до кінця 1980-х, Угорщину часто називали «найщасливішим бараком» в межах Східного блоку. Кадар був зміщений зі своїх постів у травні 1988, передавши управління Карою Гросу. В результаті переговорів між опозицією, УСРП та громадськими організаціями, Угорщина була перетворена на державу парламентської демократії.

### Третя Угорська республіка (після 1989 року)

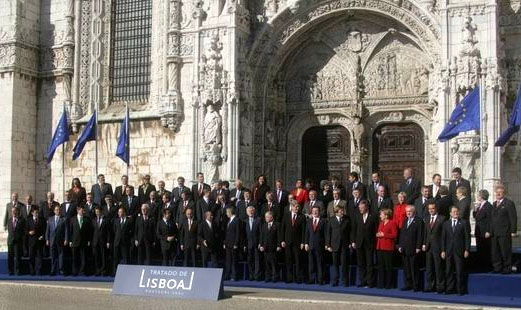
Лісабонська угода

Угорська історія, починаючи з падіння комунізму, була відзначена бурхливими змінами в політичному ландшафті. 1989 року реформатори в межах Комуністичної партії погодилися «за круглим столом» на переговори з помітними опозиційними лідерами, закладаючи основу для багатопартійної демократії та вільної ринкової економіки. У травні того ж року Угорщина почала прибирати паркан із колючого дроту вздовж австрійського кордону — перший проблиск у залізній завісі — і на перших вільних виборах у 1990 році правоцентристський Угорський демократичний форум на чолі з Йожефом Анталлом виграв переважну більшість у парламенті.
Після політичної трансформації та соціально-економічних перетворень на зламі 1980-х — 1990-х років зусилля уряду Й. Анталла були спрямовані на розвиток демократичних процесів, перехід до соціально орієнтованої ринкової економіки та входження країни до НАТО та ЄС. УДФ виступав за поступовий перехід до відкритих ринків, але економічні зміни на початку 1990-х призвели до зниження рівня життя для більшості людей в Угорщині. 1991 року більшість державних субсидій були скасовані, що призвело до серйозної економічної рецесії та жорсткої бюджетної економії, необхідної для зниження інфляції і стимулювання інвестицій. Угорська соціалістична партія (УСП), що складається в значній частині з колишніх комуністів, як-от її лідер Дьюла Горн, виграла вибори 1994 р. і сформувала коаліційний уряд із лібералами.
У 1998 році відбулись чергові парламентські вибори. Новим прем'єр-міністром став Віктор Орбан, який продовжив політику своїх попередників. На президентських виборах 2000 року перемогу здобув Ференц Мадл. Протягом цього періоду всі чотири основні політичні партії виступали за економічну лібералізацію та тісніші зв'язки із Заходом. Угорщина вступила в НАТО в 1999 році, майже відразу ж після участі в югославських війнах. 1998 року Євросоюз розпочав переговори з Угорщиною про повноправне членство. На національному референдумі 2003 року 85 % угорців проголосували за приєднання до Європейського Союзу, що і сталося 1 травня 2004-го.

## Адміністративний поділ
Угорщина поділена на 19 медьє (областей) та місто, прирівняне до них — Будапешт. Сучасний адміністративний поділ було введено 1950 року.
| Назва                | Адміністративний центр | Площа (км²) | Населення (осіб) | Щільність населення (осіб/км²) | Кількість населених пунктів |
| -------------------- | ---------------------- | ----------- | ---------------- | ------------------------------ | --------------------------- |
| Бач-Кишкун           | Кечкемет               | 8 445       | 541 584          | 64                             | 119                         |
| Бараня               | Печ                    | 4 430       | 402 260          | 91                             | 301                         |
| Бекеш                | Бекешчаба              | 5 631       | 392 845          | 70                             | 75                          |
| Боршод-Абауй-Земплен | Мішкольц               | 7 247       | 739 143          | 102                            | 355                         |
| Чонґрад              | Сеґед                  | 4 263       | 425 785          | 100                            | 60                          |
| Феєр                 | Секешфегервар          | 4 359       | 428 579          | 98                             | 108                         |
| Дьйор-Мошон-Шопрон   | Дьйор                  | 4 208       | 440 138          | 105                            | 174                         |
| Гайду-Бігар          | Дебрецен               | 6 211       | 550 265          | 89                             | 82                          |
| Гевеш                | Еґер                   | 3 637       | 323 769          | 89                             | 119                         |
| Яс-Надькун-Сольнок   | Сольнок                | 5 582       | 413 174          | 74                             | 75                          |
| Комаром-Естерґом     | Татабанья              | 2 265       | 315 886          | 139                            | 76                          |
| Ноґрад               | Шальґоторіан           | 2 546       | 218 218          | 86                             | 129                         |
| Пешт                 | (Будапешт)             | 6 393       | 1 124 395        | 176                            | 186                         |
| Шомодь               | Капошвар               | 6 036       | 334 065          | 55                             | 244                         |
| Саболч-Сатмар-Береґ  | Ньїредьгаза            | 5 936       | 583 564          | 98                             | 228                         |
| Толна                | Сексард                | 3 703       | 247 287          | 67                             | 108                         |
| Ваш                  | Сомбатгей              | 3 336       | 266 342          | 80                             | 216                         |
| Веспрем              | Веспрем                | 4 493       | 368 519          | 82                             | 225                         |
| Зала                 | Залаеґерсеґ            | 3 784       | 269 705          | 78                             | 257                         |

## Населення
Населення Угорщини складало 9 937 628 осіб у 2011 р. Густота населення становить 107 осіб на квадратний кілометр, що приблизно удвічі вище, ніж у середньому у світі. Більше чверті населення живе в столичному районі Будапешта; 6 903 858 осіб (69,5 %) — в містах і селищах у цілому У 2012 році 44,5 % пологів були в неодружених жінок. Середня тривалість життя — 71,55 року для чоловіків і 78,38 року для жінок у 2012 році, постійно зростає після падіння комунізму.

### Мови
За даними перепису 2011 року, 9 896 333 осіб (99,6 %) розмовляють угорською, для 9 827 875 осіб (99 %) це перша мова, для 68 458 (0,7 %) — друга. Угорська є уральською мовою, не пов'язана з якою-небудь сусідньою мовою і віддалено пов'язана з фінською та естонською мовами. Англійська (1 589 180 осіб, 16,0 %) і німецька мови (1 111 997 осіб, 11,2 %) є найпоширенішими іноземними мовами, в той час як є і кілька визнаних мов меншин в Угорщині (хорватська, німецька, румунська, циганська, сербська, словацька, словенська і українська).

### Етнічні групи
За даними перепису 2011 року, було 8 314 029 (83,7 %) угорців, 308 957 (3,1 %) ромів, 131 951 (1,3 %) німців, 29 647 (0,3 %) словаків, 26 345 (0,3 %) румунів і 23 561 (0,2 %) хорватів в Угорщині. 1 455 883 осіб (14,7 % від загальної чисельності населення) не заявляли про свою етнічну приналежність. Без урахування цих людей угорці становили 98,0 % від загальної чисельності населення. В Угорщині люди можуть назвати більше однієї етнічної приналежності, так що сума національностей вище, ніж у загальній чисельності населення.

## Економіка
Угорщина — індустріально-аграрна країна.

Внутрішній ринок Європейського Союзу

Основні галузі промисловості: гірнича, металургія, будівельних матеріалів, харчова, текстильна, хімічна (особливо фармацевтична), моторобудівна.

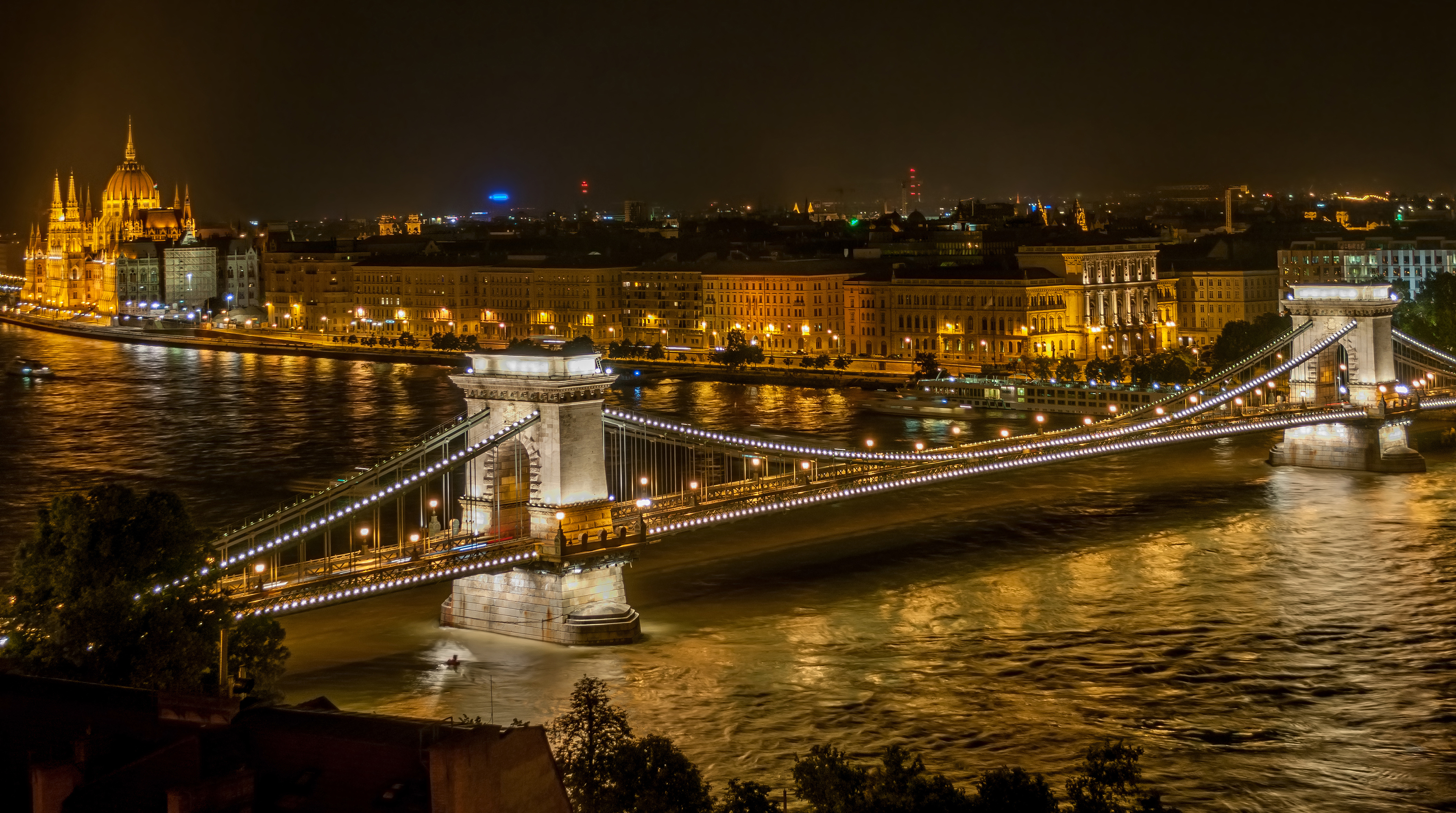
Будапешт — великий фінансовий R&D центр ЦСЄ

Валовий внутрішній продукт Угорщини у 1980 — близько $20 млрд (близько $2000 на душу населення). Наприкінці 1980-х рр. почалася стагнація ВВП. У 1990 Угорщина почала перехід до вільноринкової економіки. Деякі важливі економічні заходи були вжиті на початку 1990-х рр., але головні реформи почалися 1995. Протягом перехідного періоду 1990-х рр. обсяг ВВП меншав (у 1991 ВВП був на 11,9 % нижчий за рівень 1990-го). Надалі ВВП зростав.
Інвестиції в угорську економіку: 1995 — понад $4 млрд, 1996 і 1997 — по $3,6 млрд.

### Енергетика
Структура енергозабезпечення: бл. 69,3 % — вуглеводневі джерела, 12,6 % — вугілля, 10,1 % — атомна енергія, 1,0 — деревина (1997). Є тенденція до суттєвого збільшення частки атомної енергії (частка АЕС «Пакш» у 2001 — 40 %).
Річне споживання електроенергії — 37 215 мегават-годин, з яких 93 % вироблялися в країні (1997). Угорщина імпортує електроенергію з України.

### Транспорт

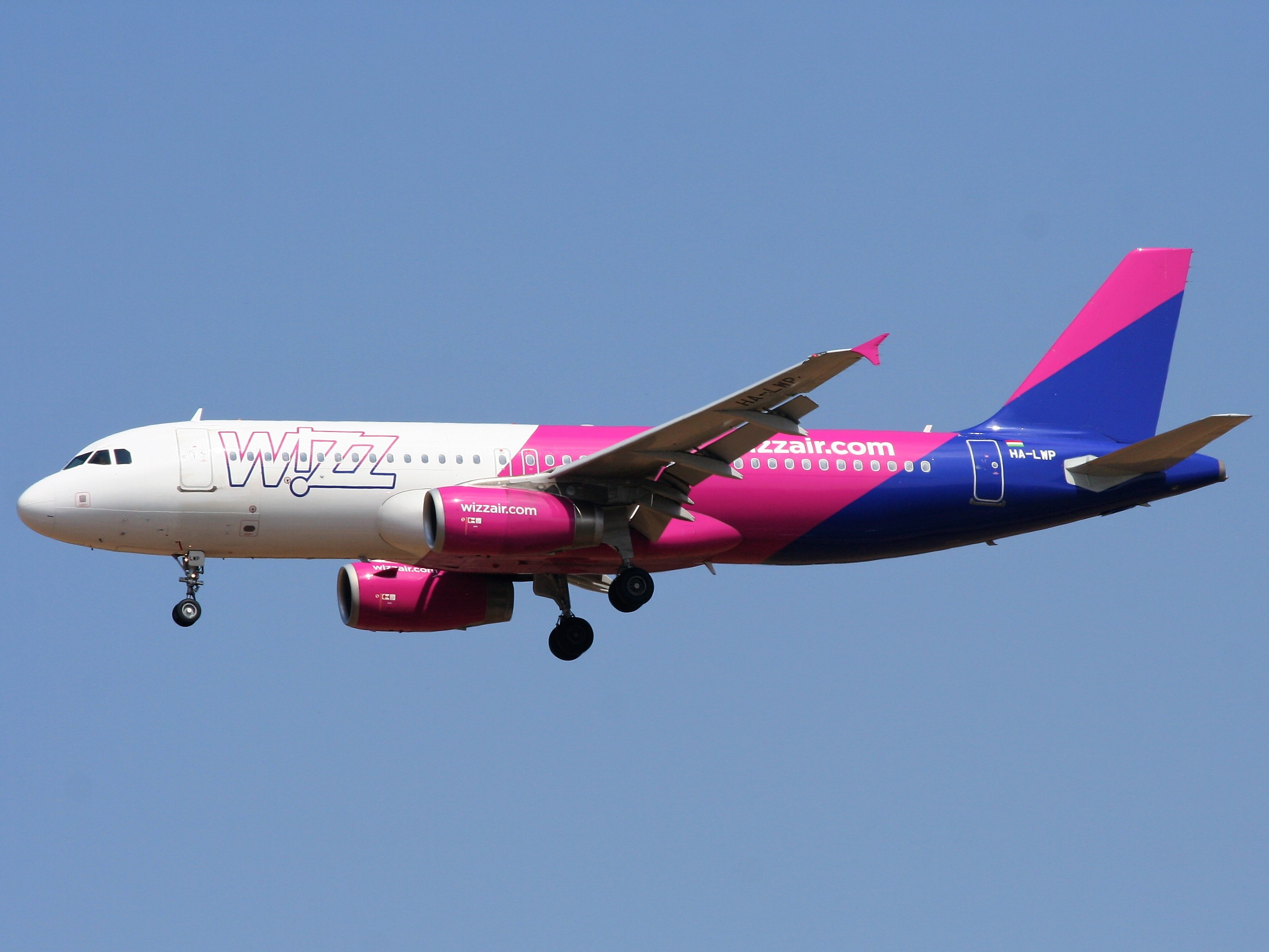
WizzAir обслуговує багато міст по всій Європі, а також деякі напрямки в Північній Африці та на Близькому Сході

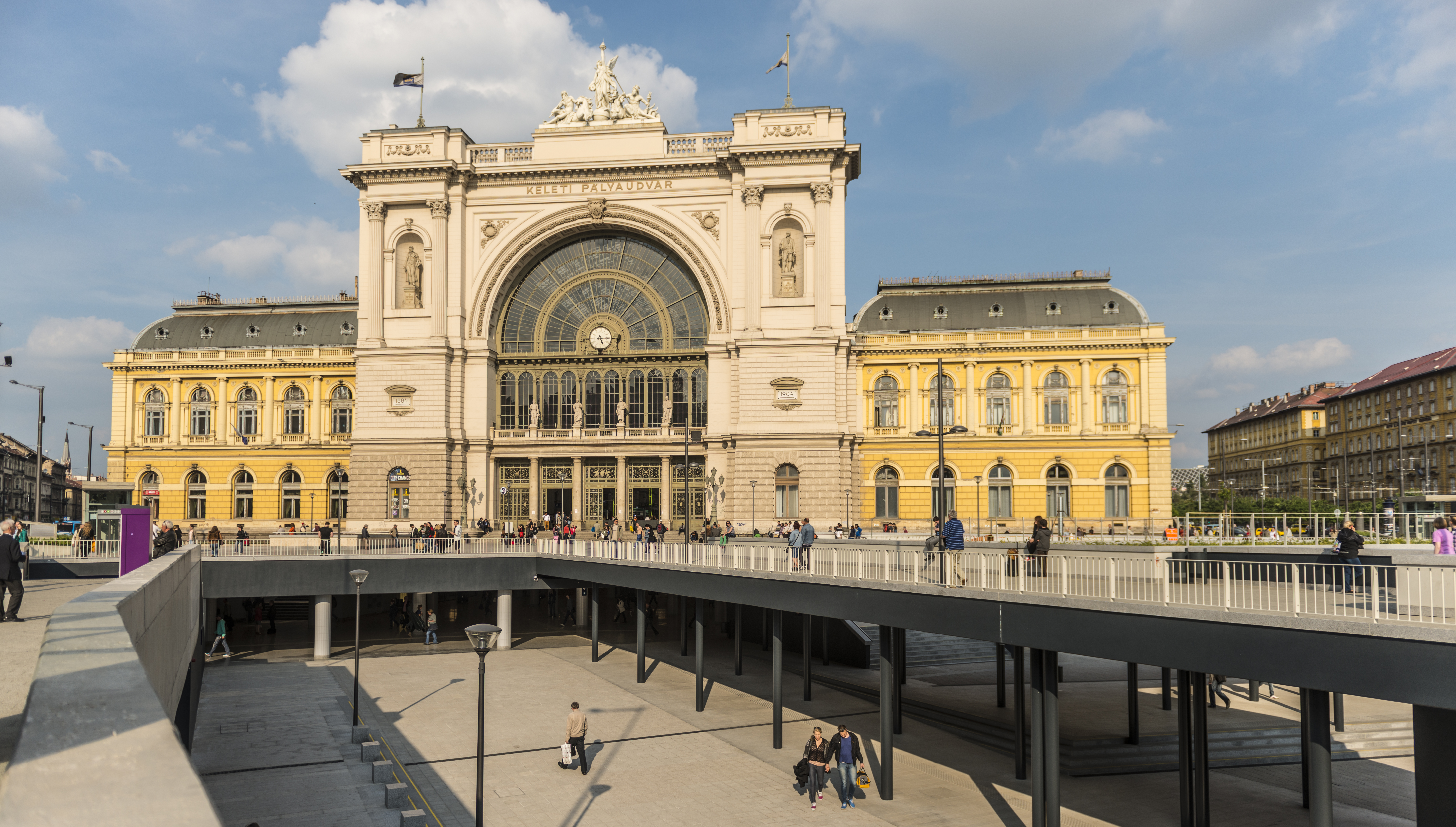
Будапешт-Келеті

Транспорт: залізничний, автомобільний, річковий (по р. Дунай). Протяжність залізниць — 7,8 тис. км (електрифіковано — 31 %). Провідна залізнична компанія — Magyar Államvasútak Zrt.
Будапешт — центральний вузол транспортної системи Угорщини. У Будапешті трьома головними залізничними станціями є Східна (Keleti), Західна (Nyugati) та Південна (Déli) з іншими віддаленими станціями, такими як Kelenföld. З цих трьох Південна станція є найсучаснішою, але Східна та Західна — декоративніші та мають цікаву архітектуру.
Єдине місто з підземною залізничною системою — Будапешт зі своїм метро.
В Угорщині функціонує близько 43-45 аеропортів, включаючи також невеликі (оцінка 1999). З них — п'ять міжнародних — Будапешт — Феріхедь, аеропорт у Дебрецені, аеропорт у Шармелеку (також названий FlyBalaton через його близькість до озера Балатон), Дьєр-Пер та Печ-Погань. Угорська авіакомпанія «Малев» здійснювала рейси у понад 60 міст (головним чином Європи), ліквідована у 2012 через проблеми з ліквідністю. Станом на кінець 2019 року угорська бюджетна авіакомпанія WizzAir виконувала рейси за 710 напрямками до 151 аеропорту 44 країн, що робило її одним із найбільших авіаперевізників Європи.

## Політична система

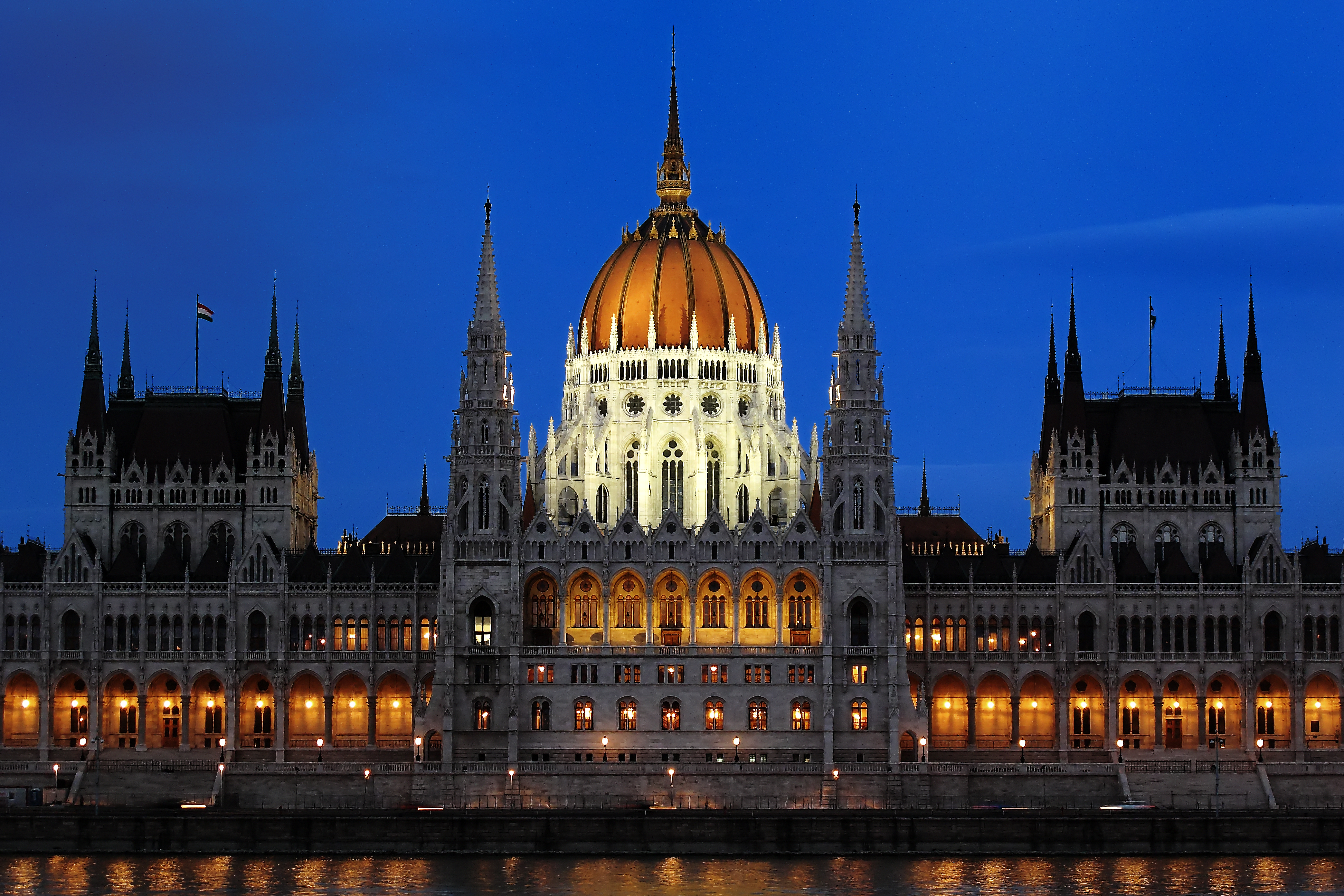
Будівля парламенту Угорщини

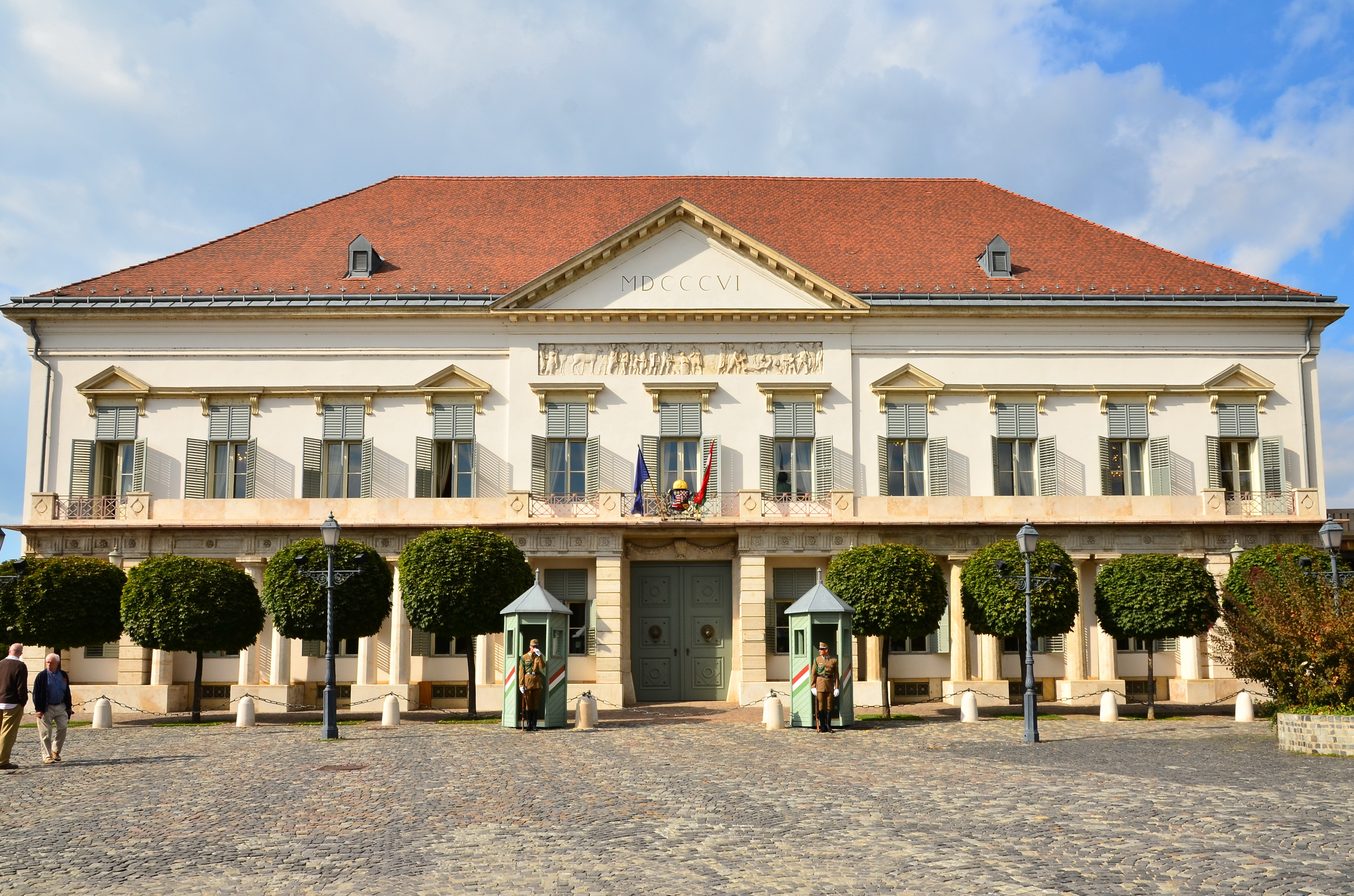
Резиденція Президента

Угорщина — парламентська представницька демократична республіка і має багатопартійну політичну систему. Склад Парламенту Угорщини — 199 членів. Конституція Угорщини — основний закон, набрала чинності 1 січня 2012 року. Її основа це Основний закон ФРН 1949 року.
Прем'єр-міністр очолює виконавчу владу в країні. Традиційно прем'єром призначається лідер політичної сили, яка отримала на виборах більшість місць у парламенті. Обирається парламентом за формальною пропозицією президента республіки.
Президент є главою держави, обирається більшістю голосів парламенту строком на п'ять років. Президент Угорщини виконує представницькі функції — він представляє Угорщину на міжнародній арені й акредитує дипломатичних представників.

### Партії
| Назва | Назва                                    | ЧП  | ЄП |
| ----- | ---------------------------------------- | --- | -- |
|       | Фідес — Угорський громадянський союз     | 117 | 11 |
|       | Угорська соціалістична партія            | 29  | 2  |
|       | Йоббік                                   | 23  | 3  |
|       | Християнсько-демократична народна партія | 16  | 1  |
|       | Політика може бути іншою                 | 5   | 1  |
|       | Демократична коаліція                    | 4   | 2  |
|       | Разом 2014                               | 3   | 0  |
|       | Діалог для Угорщини                      | 1   | 1  |
|       | Угорська ліберальна партія               | 1   | 0  |

### Зовнішня політика
Угорщина була членом Організації Варшавського договору і Ради Економічної Взаємодопомоги, а в політичному, військовому та економічному відношенні була тісно пов'язана з Радянським Союзом.

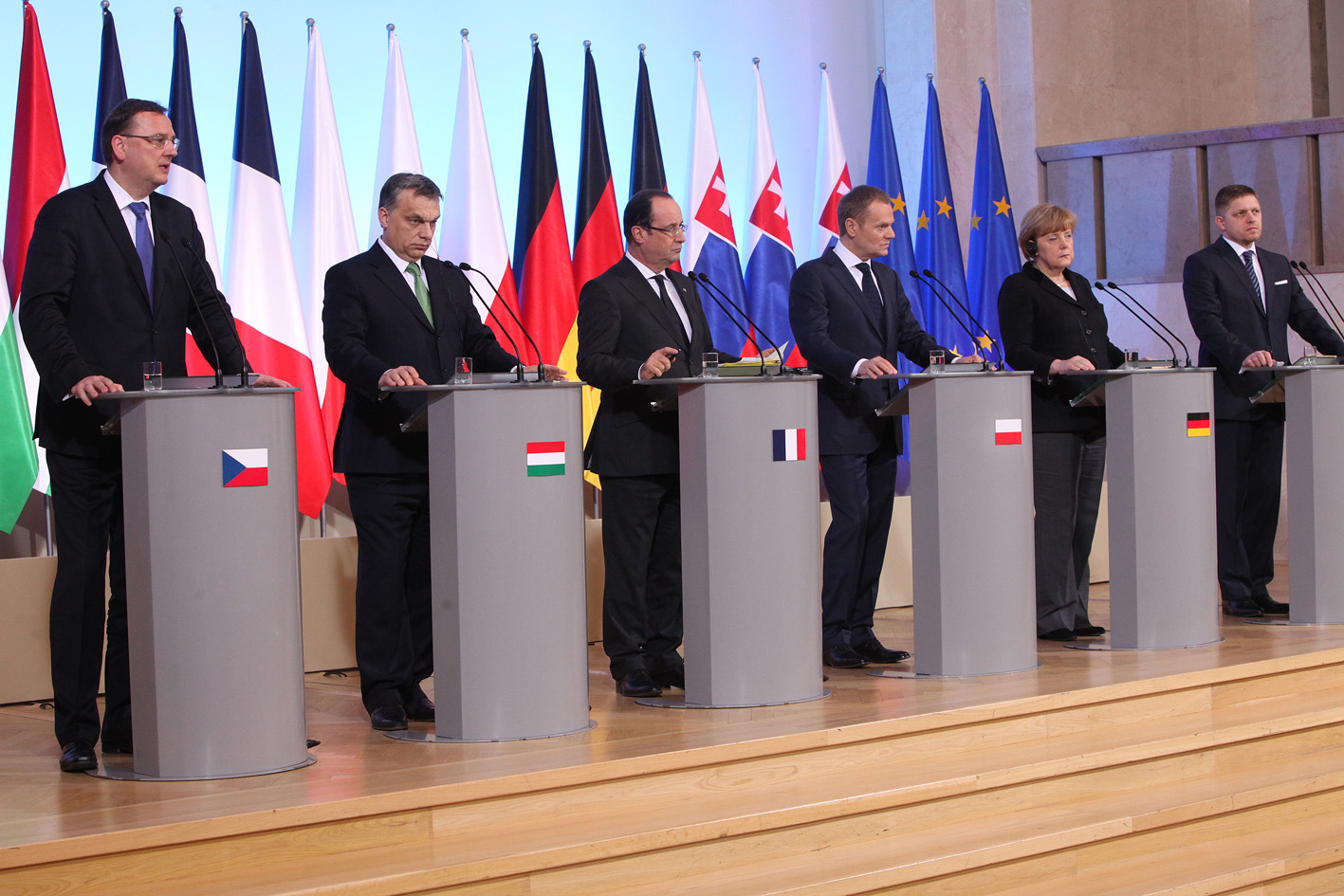
Вишеградська група

1955 — Угорщина стала членом ООН.
1973 — приєдналася до Генеральної угоди з тарифів і торгівлі.
1982 — встановила відносини зі Світовим банком і Міжнародним валютним фондом.
У квітні 1994 Угорщина звернулася з проханням про вступ до Європейського Союзу і увійшла в п'ятірку колишніх комуністичних країн, що склали «перший призов» країн, які прагнули стати членами ЄС.
Є членом Ради Європи та Центральноєвропейської угоди про вільну торгівлю.
У липні 1997 країни НАТО запросили Угорщину (разом із Польщею та Чехією) стати в 1999 повним членом Північноатлантичного альянсу. Угорський уряд у листопаді 1997 провів всенародний референдум з цього питання. Понад 85 % виборців взяли в ньому участь, проголосувавши за вступ Угорщини в НАТО.
Після повномасштабного наступу РФ на територію України 24 лютого 2022 року вище політичне керівництво Угорщини не підтримало зовнішню політику ЄС щодо дій проти країни-агресора РФ та усілякими методами почало блокувати фінансову та військову допомогу Україні. 
Членство у міжнародних організаціях — ООН, ОБСЄ, РЄ, МВФ, МБРР, СОТ, ЄС.

### Українсько-угорські зв'язки
Племена угрів пройшли до сучасної Угорщини через територію Південної України, залишивши про себе згадки в руських літописах. Регіоном контакту українців та угорців стало Закарпаття, яке входило до складу угорських держав з середніх віків. З Семигороддям підтримували зв'язок українські гетьмани; пізніше Галичина та Буковина увійшли до складу Австрійської імперії, яка поглинула і Угорщину. 1939 року Угорщина вела війну проти Карпатської України, яка скінчилася окупацією держави. У другій половині ХХ століття українські та угорські політичні організації входили до Антибільшовицького блоку народів. Зараз на Південному Заході Закарпаття мешкає значна угорська діаспора.
Угорська Республіка однією з перших визнала державну незалежність України. Одразу після оголошення результатів Всеукраїнського референдуму, 3 грудня 1991 Угорщина встановлює дипломатичні відносини з Україною і перетворює Генеральне консульство Угорської Республіки у Києві на Посольство Угорської Республіки в Україні; це було перше посольство, яке відкрилося у столиці України після референдуму. 6 грудня 1991 року в урочистій обстановці в Маріїнському палаці підписано Договір про основи добросусідства та співробітництва (ратифікований: українською стороною 1 липня 1992; угорською стороною 11 травня 1993; обмін ратифікаційними грамотами відбувся 16 червня 1993 року); це був перший документ такого рівня, який підписала Україна. 24 березня 1992 — урочисто відкрите Посольство України в Угорщині, яке стало першим дипломатичним представництвом України за кордоном.

### Багатопартійна система Угорщини
Політична палітра угорського політикуму на сьогодні виглядає таким чином.
Національно-консервативні сили. Консерватизм в Угорщині невіддільний від національної ідеї. Під час зміни режиму 1990 р. основною силою цієї групи був Угорський демократичний форум (УДФ), який зміг створити собі імідж «спокійної сили» та здобути перемогу на виборах до Державних Зборів країни. Але вже на виборах 1994 р. партія не змогла здобути й половини голосів порівняно з попередніми виборами. УДФ не оговталася і по сьогоднішній день і практично знаходиться на узбіччі політичного життя.
У той час як малі праві партії боролися між собою за голоси виборців, під прапором об'єднання правих сил був організований і поступово набирав сили ФІДЕС. Згодом ця партія додала до своєї назви також «Угорський громадянський союз» (УГС). Користуючись політичним моментом, партія на виборах 1998 р. змогла привернути до себе голоси виборців християнсько-консервативних сил, незадоволених розрізненістю їхніх партій, а також голоси виборців Союзу вільних демократів, які були незадоволені фактом участі їхньої партії в попередній урядовій коаліції під проводом соціалістів. Ставши 1998 р. основною партією урядової коаліції, керівництво ФІДЕС — УГС активно здійснювало політику, спрямовану на створення сильної політичної правої сили, яка б об'єднала розрізнені партії правого крила, що поступово втрачали свій вплив.
Повною мірою керівництво ФІДЕС — УГС скористалося провальною політикою соціалістів і на виборах 2010 року вони отримали 262 мандати із 386 та таким чином мають конституційну більшість у Державних зборах.
Партії політичного католицизму. В Угорщині з 90-х років це партійне угрупування представлене єдиною самостійною політичною партією — Християнсько-демократичною народною партією (ХДНП). На виборах 1990 р. завдяки поміркованій виборчій риториці партія здобула достатньо голосів, аби увійти до складу коаліційного уряду. Таким чином, ХДНП протягом двох парламентських циклів була парламентською, протягом наступних двох — позапарламентською партією. На виборах 2010 року партія створила блок із ФІДЕС — УГС та знову увійшла в парламент.
Угруповання аграрних партій. За зміни режиму відновлена Незалежна партія дрібних господарів уміло використала давню тугу колективізованого селянства за власною землею. У 1998 р. партія під керівництвом Тордяна отримала найкращий виборчий результат, виборовши майже 14 % голосів.
Невдала участь партії в коаліційному уряді з молодими демократами, в результаті якої лідер партії вийшов зі складу уряду, глибока аграрна криза та постійні внутрішньопартійні суперечки призвели до найгіршого виборчого результату партії 2002 р. Очевидно, цій партії досить складно буде в майбутньому залишитися парламентською.
Угруповання ліберальних партій. На рубежі 1989—1990 рр. Союз вільних демократів (СВД) ступив на політичну сцену як радикальна партія з метою докорінно змінити існуючий режим. На перших двох вільних виборах Союзу вдалося завершити виборчі перегони на другому місці, здобувши близько 20 % голосів. У 1990 р. основну роль відіграла радикальна програма, спрямована на зміну режиму, та антикомуністична риторика.
У результаті виборів 1994 р. утворилась урядова коаліція УСП — СВД. Створення цієї коаліції мало далекосяжні наслідки для СВД. Вільні демократи на виборах 1998 р. втратили близько 2/3 своїх виборців, що пояснюється низкою попередніх невдач. Головним «гріхом» СВД був сам факт створення коаліції з посткомуністичною УСП, тому більшість попередніх виборців СВД проголосувала за ФІДЕС — УГС.
У 2002 р. популярність партії коливалась навколо критичної 5-відсоткової позначки. На виборах 2010 року СВД отримала незадовільний результат і не потрапила до парламенту.
Партії лівого спрямування. Як уже зазначалося, восени 1989 р. Угорська соціалістична робітнича партія (УСРП) на своєму жовтневому з'їзді перетворилася на Угорську соціалістичну партію. На перших вільних виборах вона здобула лише 8,54 % голосів і посіла третє місце. Однак вже на наступних виборах 1994 р. УСП здобула більше половини голосів виборців і перемогла у виборчих перегонах. Підсумки виборів 2002 р., на яких УСП здобула 42 % голосів, свідчать про те, що партії вдалося вийти за межі традиційного кола свого електорату і прихилити на свій бік тих виборців, які бажали усунення ФІДЕС — УГС від влади. Соціалісти знаходилися при владі два парламентських цикли у 2002 та 2006 роках. Але грубі помилки у внутрішній політиці, непродумані дії уряду Ф. Дюрчаня привели до гучної поразки партії на виборах 2010 року. УСП отримала лише 59 мандатів — це втричі менше ніж було у 2006 році.
Крайньоправе партійне угруповання. 2003 року групою праворадикальноналаштованих студентів гуманітарного факультету Будапештського університету і вихідцями з націоналістичної Партії справедливості і життя була створена «Партія за кращу Угорщину», скорочено «Йоббік». У назві партії використовується гра слів: слово «йоббік» в угорській мові має два значення — «кращий» і «правий». Партія визначає себе як радикальна і національно-консервативна, рекламуючи своє гасло «Угорщина належить угорцям». Незалежні спостерігачі класифікують її як ультраправу. Партія активно використовує антициганську, антисемітську і антиіммігрантську риторику.
У 2009 році партія «Йоббік» пройшла до Європарламенту, набравши майже 15 % голосів і провівши в депутати 3 своїх членів. На парламентських виборах 2010 року партія отримала 47 мандатів і посіла третє місце.

## Збройні сили

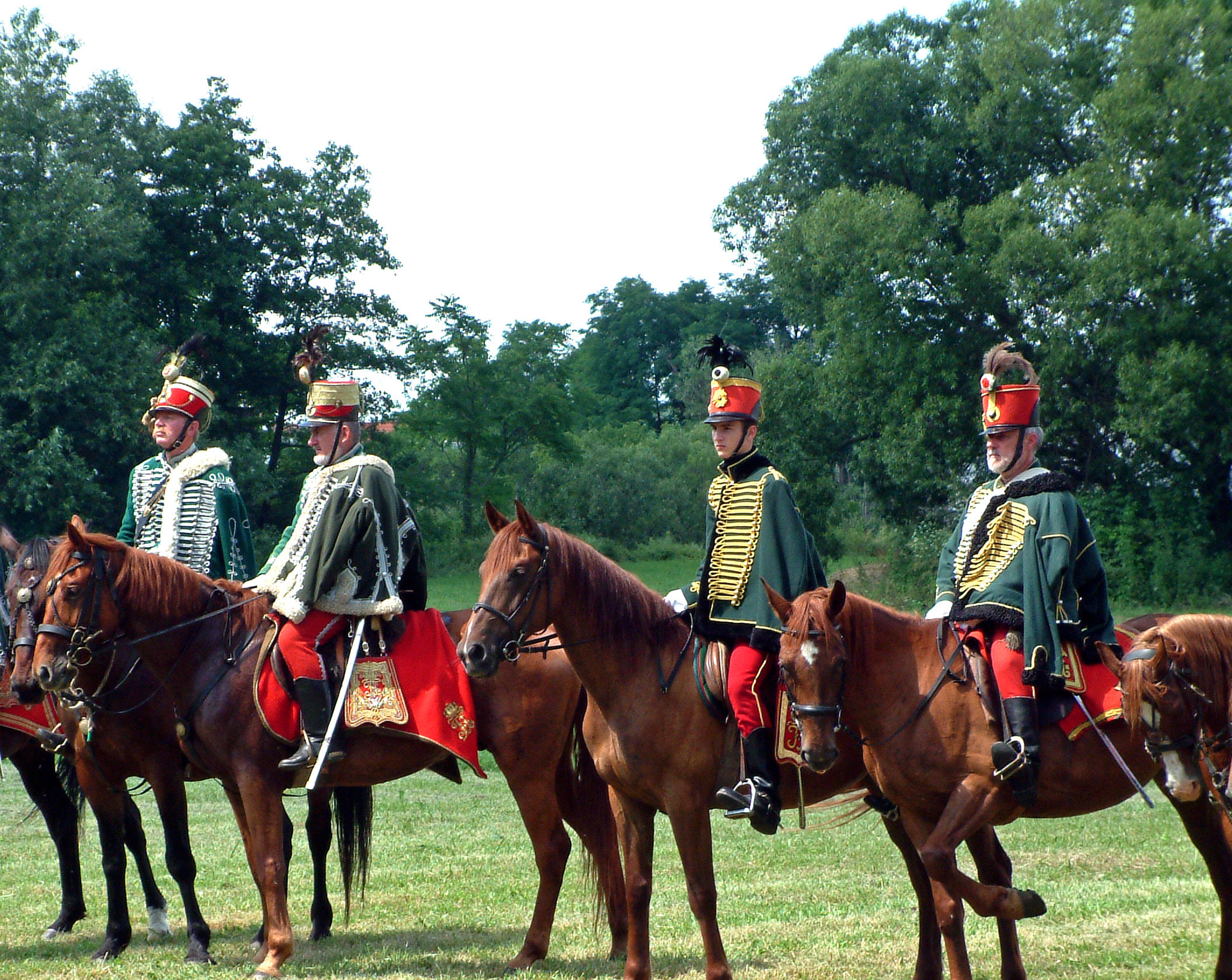
Гусари

Збройні сили Угорщини (угор. Magyar Honvédség) складаються з Сухопутних військ та Повітряних сил. До нашого часу у збройних силах служать гусари, ці частини утворені у XV ст. Гусарами називають легку кінноту, цей термін прижився у польській, російській та деяких інших арміях.
Чисельність збройних сил у 2013 році складала 29,7 тис.. Загальні витрати на армію в 1997 році склали $560 млн. Угорщина — член НАТО з 1999 року, у 2003 році був скасований призов. Брала участь у військових кампаніях в Іраку та Югославії, та тримала контингент в Афганістані (34-й батальйон спеціального призначення «Bercsenyi Laszlo»). Угорщина посилала свої вояків у складі миротворчого контингенту ООН до Афганістану, Боснії, ДР Конго, Кіпру, Єгипту, Грузії, Косова, Лівану, Малі, Сомалі, Марокко.
На озброєнні: 12 Т-72, 43 БТР-80, 50 БРДМ-2, 20 Oshkosh M-ATV та 80 Humvee. Угорські розробки — Гепард (гвинтівка), P9RC, KGP-9 та AK-63.
Повітряні сили складаються з 12 винищувачів Saab JAS 39 Gripen (замінили радянські МіГ-29).
Попри відсутність виходу до моря спеціальний відділ оперує річковими тральщиками, котрі ходять Дунаєм.

## Освіта

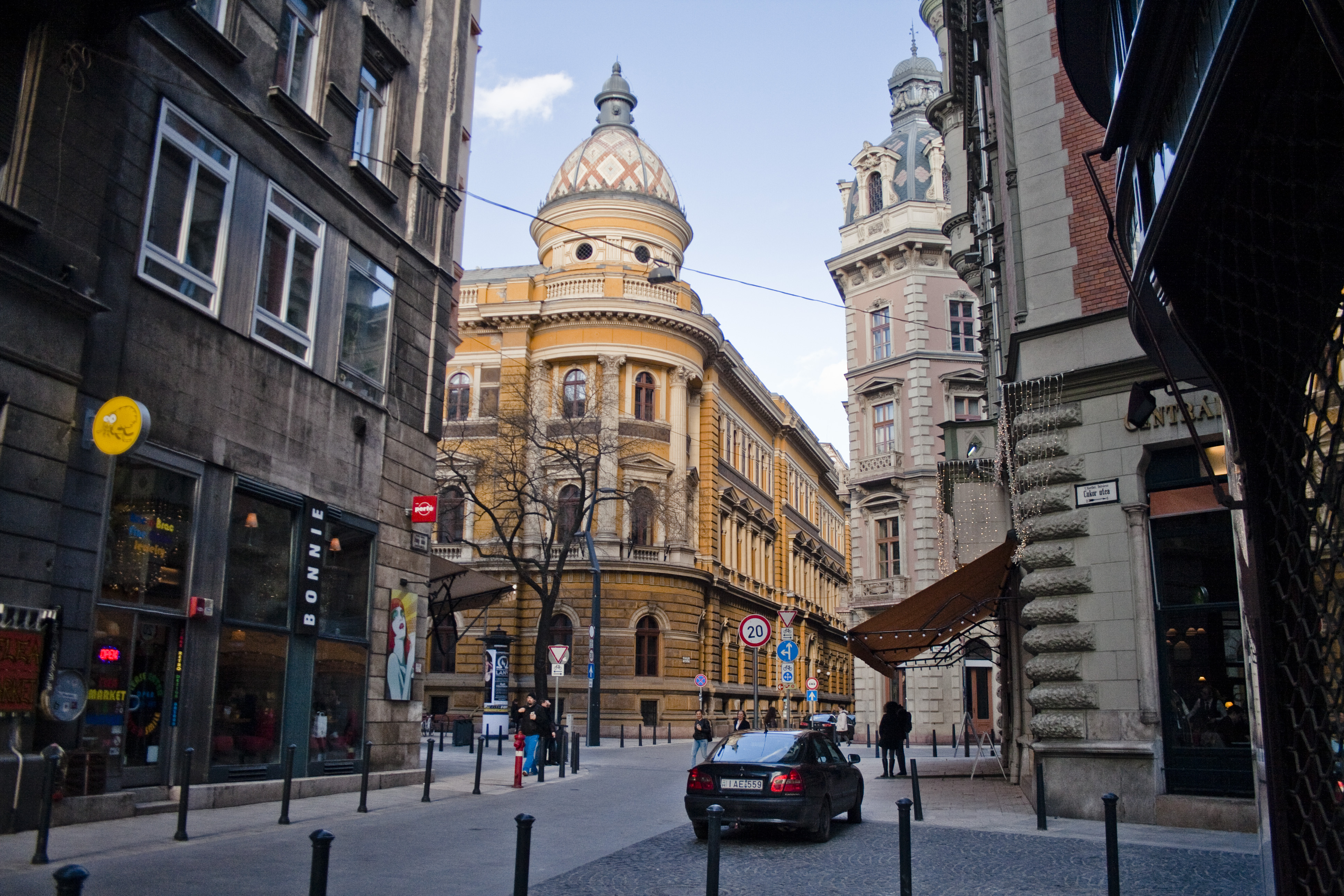
Будапештський університет

Загальна освіта триває до 16 років. З 3 років є обов'язковою участь у дошкільній освіті — дитячих садках, де діти вчаться до 6-річного віку. Після цього вони йдуть у початкову школу, де навчаються протягом 4, 6 або 8 років. Останній варіант є найпоширенішим. Система дуже гнучка та враховує індивідуальні особливості дітей.
Середня освіта зазвичай триває протягом 4 років. Є три типи середньої освіти: непрофесійна, професійне училище та професійно-технічне училище. Після цього складається іспит, котрий є також вступним для університетів.
Вища освіта має давні традиції. Перший угорський університет був заснований у 1367 році королем Людовіком Анжу в місті Печ, він мав 2 факультети (філософський та юридичний; богословський відкрити папа римський не дозволив, про медичний факультет нічого не відомо) і функціонував кілька десятиліть. Вочевидь із цієї причини королем Жіґмондом Люксембургом був заснований університет в Обуді, затверджений папою римським Боніфацієм IX у 1395; він складався з 4 факультетів. У 1465 в Пожоні засновано третій угорський університет (функціонував з 1467) у складі 4 факультетів, який став осередком гуманістичної ренесансної культури (Істрополітанський університет), проте був закритий після смерті короля Матяша Гуньяді (1490). Під австрійською займанщиною кардиналом Петером Пазманем, архієпископом Естерґома, у 1635 засновано єзуїтський університет у Трнаві спочатку з 2 факультетами (гуманітарним (філософським) та богословським); в 1667 почав функціонувати юридичний факультет, у 1769 — медичний. У 1777 його переведено в Буду, де існує дотепер (Будапештський університет). В 1657 р. після захоплення Габсбургами Кошиць (Кашша) і війні з угорцями Трансильванії, тут також створено єзуїтський університет.
Система вищої освіти включає в себе вищі навчальні заклади. Угорщина приваблює іноземних студентів як із ЄС, так і країн, які не входять до ЄС. Уряд пропонує різні типи стипендій для іноземців та недорогу плату за навчання та проживання.

## Культура

### Архітектура
Серед пам'яток архітектури Будапешта можна виділити в палацовий комплекс із храмом у готичному стилі в Буді; будинок парламенту (1896) у Пешті — з куполами і шпилями, що займає велику частину міської панорами.

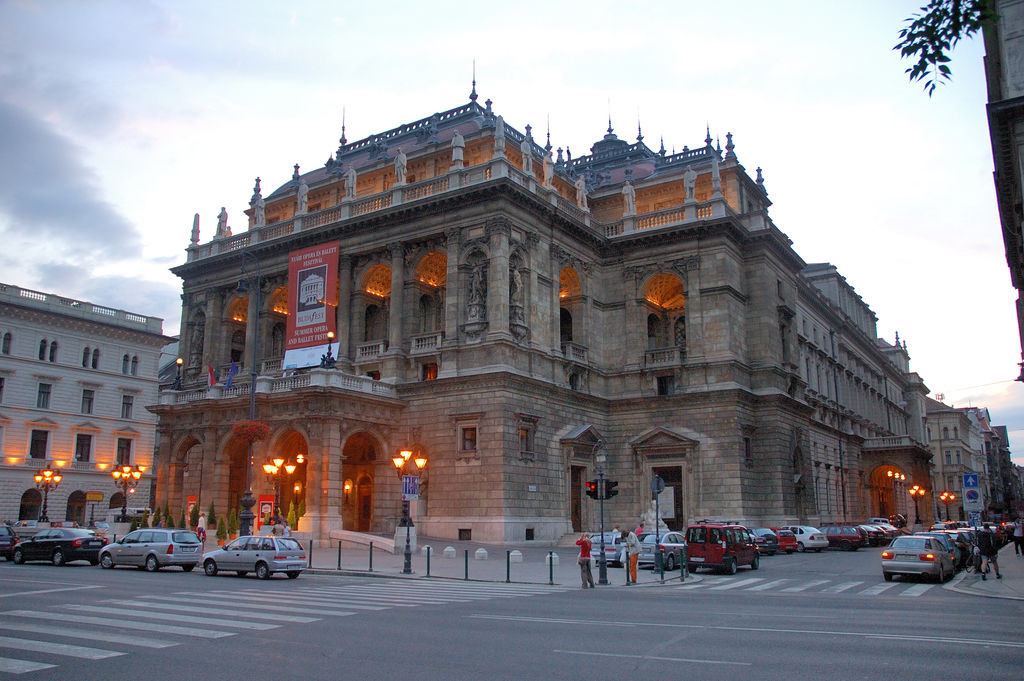
Угорський державний оперний театр
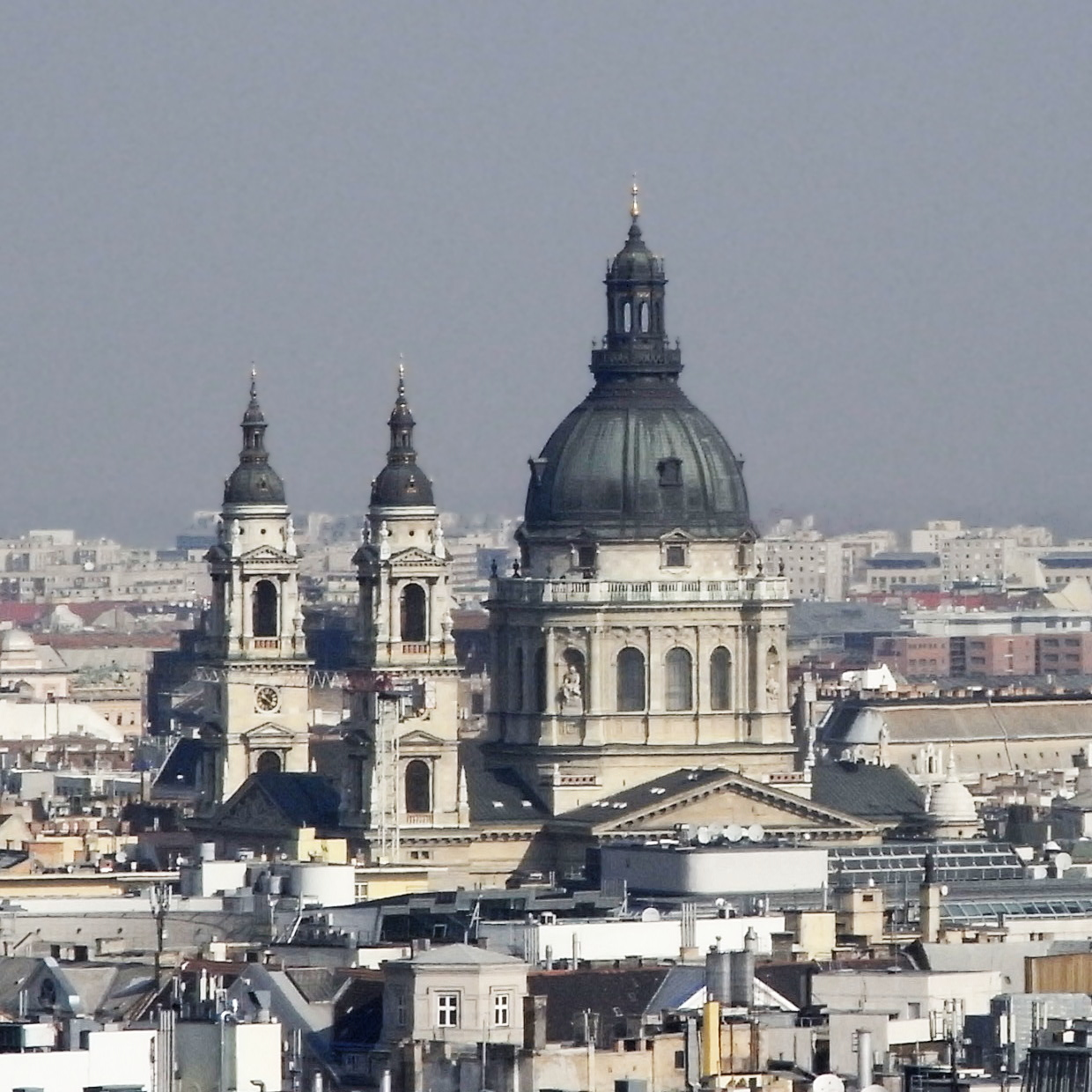
Базиліка Святого Стефана, Будапешт
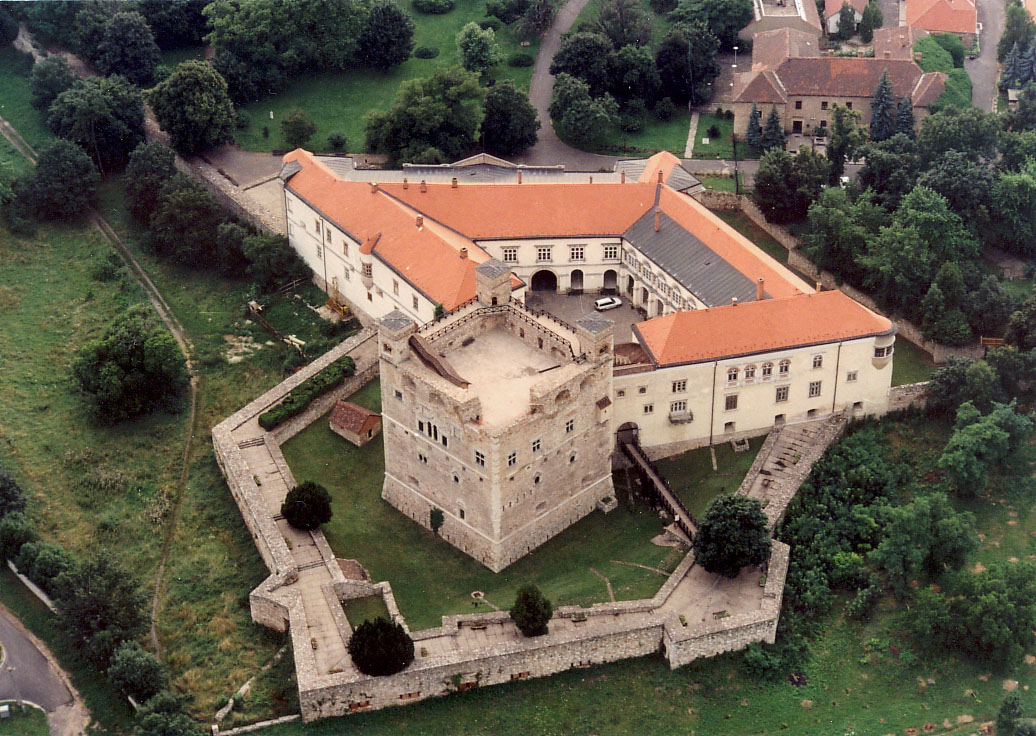
Шарошпаток, замок і палац Ракоці
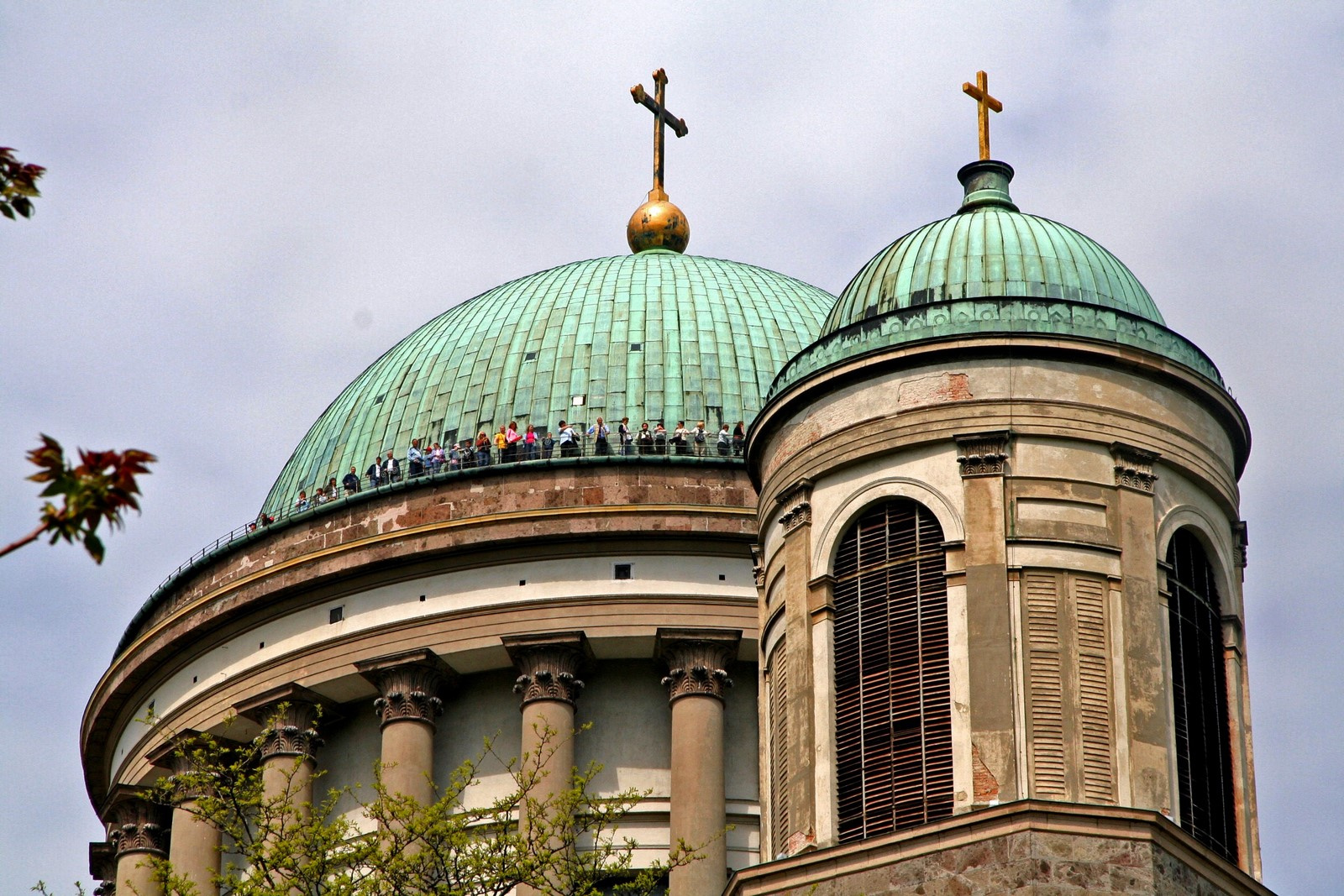
Естергом, архієпископський собор
Фертед, палац Естерхазі

### Музеї

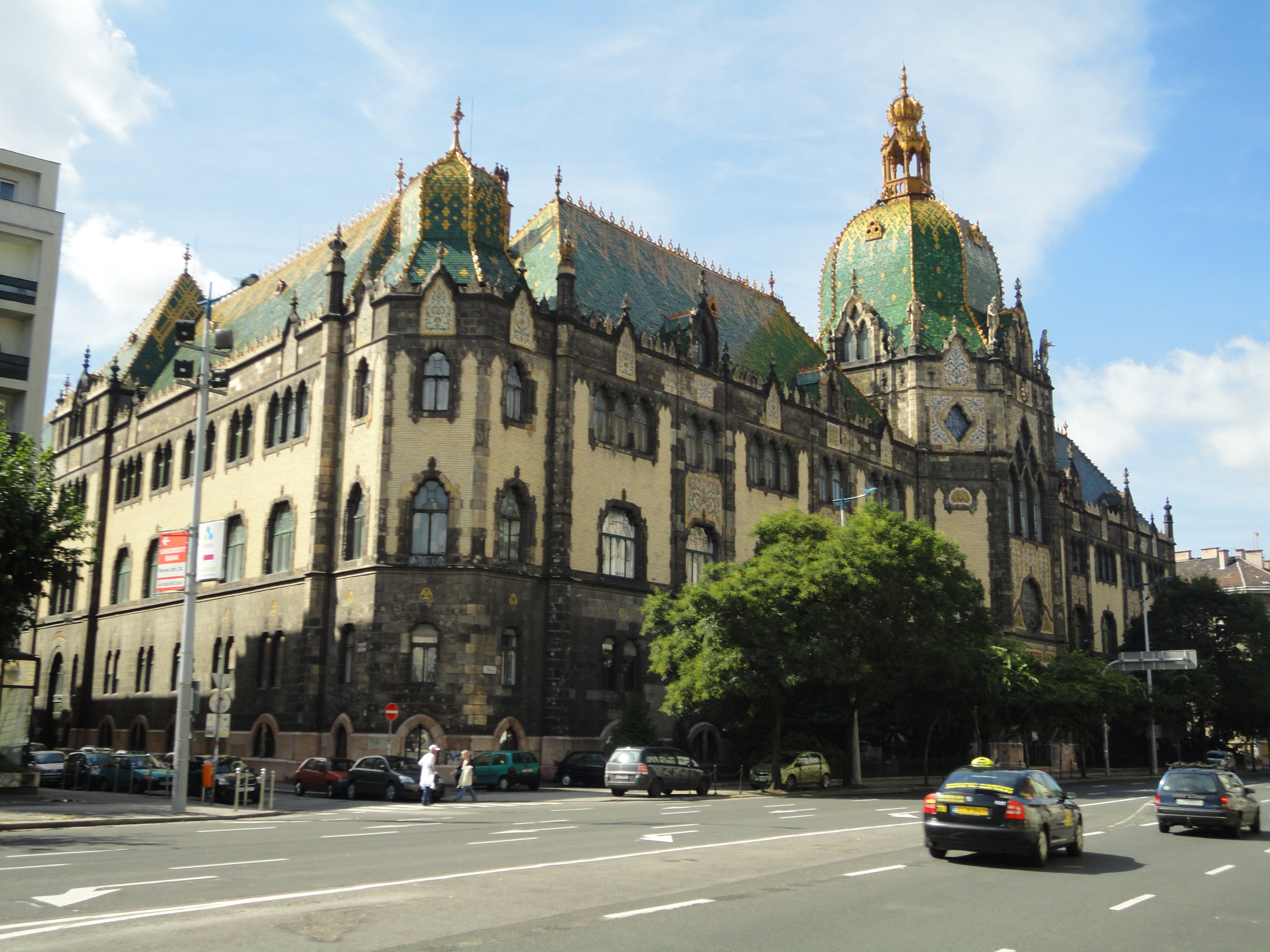
Музей ужиткового мистецтва, Будапешт

В Угорщині працює 1260 публічних зібрань і колекцій, музеїв і галерей, 225 з них — у Будапешті. Зазвичай музеї відкриті з вівторка по неділю з 10:00 до 18:00, узимку час роботи скорочений.
Серед провідних музеїв Будапешту виділяються: Національний історичний музей із багатою колекцією експонатів мадярської історії, починаючи з IX століття; Угорський художній музей; Національний музей природної історії; Музей прикладних мистецтв, Етнографічний музей. Музеї фортечного кварталу (Варнедед): Національна галерея, Музей сучасного мистецтва, Музей ім. Людвіга, Військово-історичний музей. Музеї міського парку (Варошлигет): Музей образотворчих мистецтв, Мючарнок (Центральний виставковий зал, Музей угорського сільського господарства, Музей транспорту, Угорський природничий музей.
Десятки тисяч аматорів театрального і музичного мистецтва приїжджають щорічно в Угорщину, щоби бути присутнім на численних фестивалях, найвідомішим серед яких є «Будапештська весна», Сегедський і Будапештський літні театральні фестивалі і концерти на музику Бетховена в стародавньому парку міста Матонвашар, де бував великий композитор. У їхніх програмах беруть участь найкращі угорські артисти і музиканти, а також зірки світового мистецтва. Відомий не тільки у країні Угорський національний філармонічний оркестр. Найбільшим фестивалем сучасної музики є Сіґет.

### Література

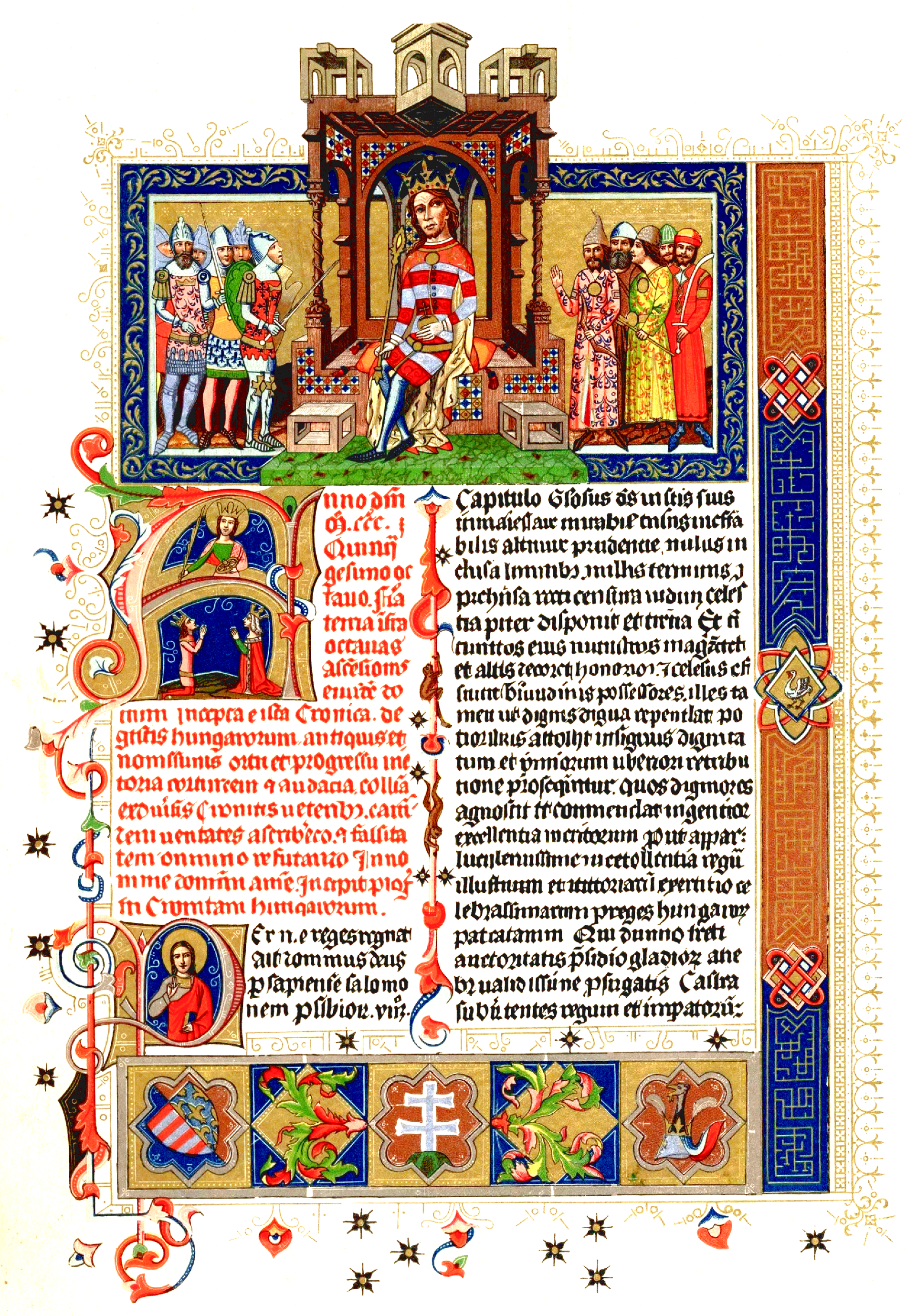
Ілюстрована хроніка відома своїми ілюстраціями (147 мініатюр)

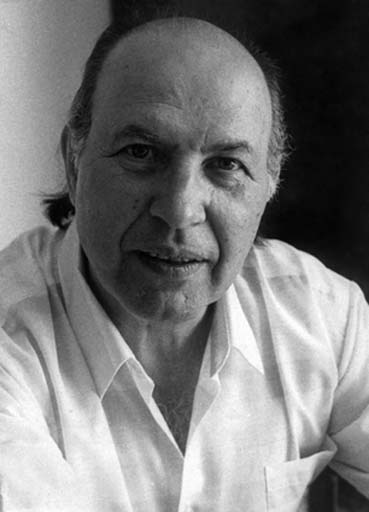
Імре Кертес

### Кулінарія

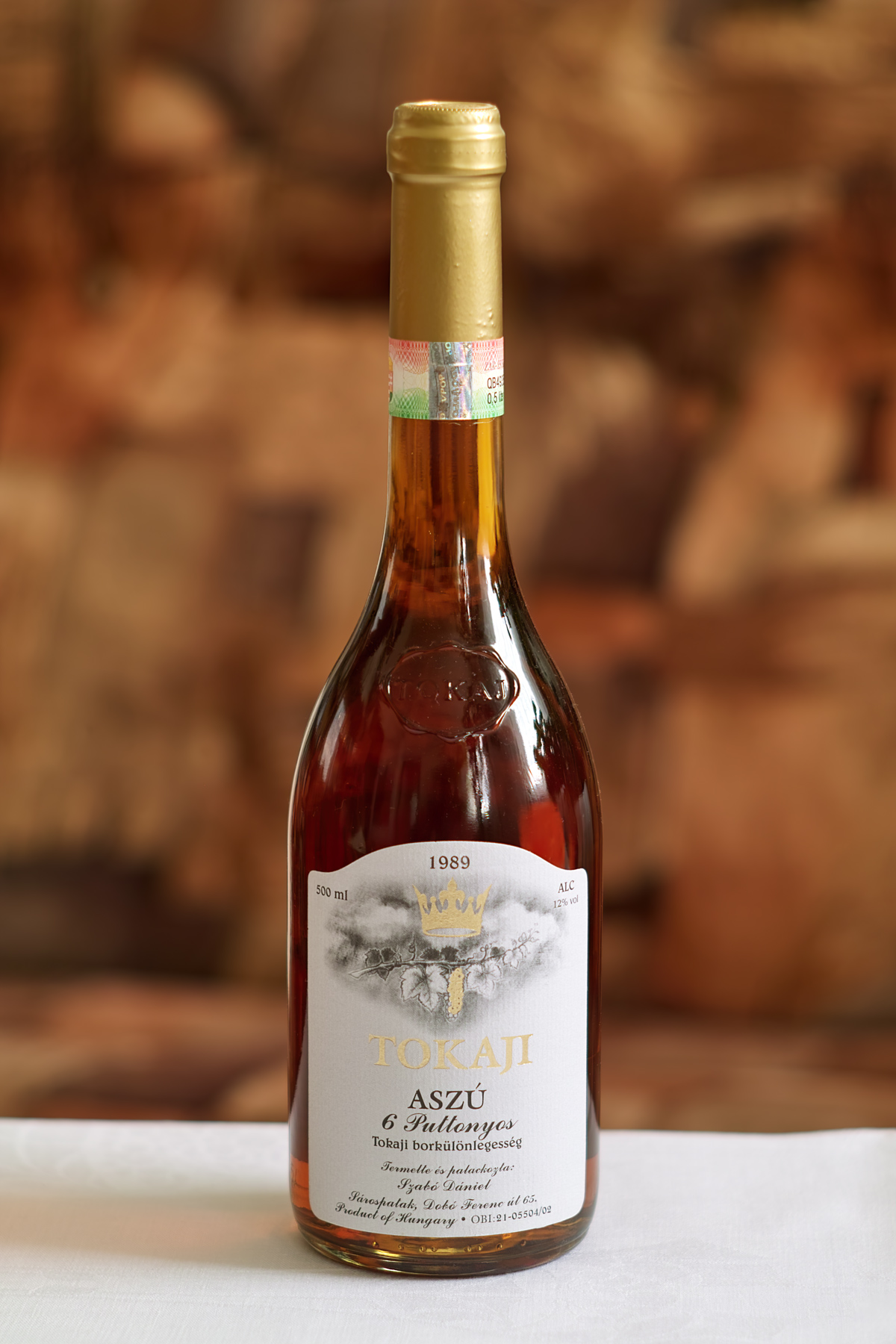
Токайське вино

Угорська кухня — невіддільна частина культура країни. Вона відрізняється гостротою страв та додаванням паприки, котру винайшли саме угорці (існує сім основних видів). Щедро посипають нею угорський паприкаш. Також додають у гуляш — своєрідний густий суп чи м'ясне рагу. Зазвичай угорці традиційно використовують свинину та форель. Класична страва угорської кухні — лечо. Страва з капусти, картоплі, квасолі та сочевиці називається фезелек.
З Угорщини Франція імпортує фуа-гра — гусячу або качину печінку, яку штучно збільшують шляхом відгодівлі. Найпопулярніші десерти — торт Добош, що складається з шести шарів бісквіта з шоколадним кремом і карамельною глазур'ю, штрудель, брецель, та рогалики.
Палінка — це фруктова горілка з винограду, груш, абрикосу, слив, яблук. Палінка однією з перших отримала право називатися «Гунгарікумом», тобто неофіційним символом країни. Найпопулярніші сорти пива — Borsodi, Soproni, Arany Ászok, Kõbányai, та Dreher.
Всесвітньо відомим угорським вином і королем угорських вин з 18 століття стало вино Токай, вироблюване в області Токай. Токайські вина мають красиве золотисте забарвлення, їм притаманна повнота, м'якість, мають сильних характерний букет із тонами хлібної шкуринки та меду. Згідно із законодавством цієї країни, виділяють 22 виноробних регіони, найвідомішими з яких вважаються Балатон, Егер, Сексард, Віллань-Шиклош, Токай-Хедьайя, Шомло. Угорці культивують не тільки «міжнародні» сорти винограду, але й споконвічно угорські, як-от Кекфранкош, Фурмінт, Піно Грі, Шардоне, Кадарка, Каберне Совіньйон.
Унікум — угорський гіркий лікер. Він вважається одним із національних напоїв. Бальзам був створений в 1790 році для імператора Йосифа II і вже більше 200 років виготовляться сім'єю Цвак, яка передає секрет виготовлення з покоління в покоління.
Крім широко відомої в країнах східної Європи бринзи та різновидів домашнього сиру з коров'ячого, козячого та овечого молока з різними спеціями, в Угорщині виробляються пластичні сири Кашкавал, Хайду (за способом виробництва схожий на моцарелу), Іньєнц (виробляється у вигляді рулетів), напівтвердий сир Оварі (схожий за технологією виробництва на Тільзітер), твердий сир Панонія — угорський аналог французького Емменталю. Взагалі угорські сировари значно розширили асортимент угорських сирів, створивши м'які сири з білою пліснявою за французькою технологією одержання Брі та Камамберу, як-от Баконь, Тихань, Шед Брі, Діадал і Жерамон та сири з митою скоринкою (або як вони називаються в Угорщині «з помадою») Лайта, Ілміці, Палпастаї, схожі на Ліваро чи Мюнстер.

### Порцеляна
У порівнянні з мануфактурами Саксонії, Російської чи навіть Австрійської імперії, порцелянова мануфактура в Угорщині виникла досить пізно. У 1826 Вінце Штингл заснував невелику майстерню в селищі Херенд, що виготовляла фаянсові вироби. Мануфактура робить ставку на елітні зразки з індивідуальним декором, так декори «Квіти Індії» чи «Малі троянди» стають характерними саме для порцеляни Херенд. Майстри мануфактури Херенд не відкривають нових шляхів, а працюють у ретро стилях. Метод ручного розпису порцеляни значно відрізнявся від прийомів кольорового розпису, виконувався не пензлем як зазвичай, а спеціальним пером.
Фабрику Жолнаї було засновано Міклошем Жолнаї (1800—1880) у Печі. Компанія вперше використала процеси глазурування еозином та керамік із пірограніту. Результатом багаторічних пошуків майстрів порцелянової мануфактури стало створення особливого виду глазурі, яка після випалу в печі дає соковитий колір із яскравим металевим відблиском. Типовими кольорами є відтінки зеленого, червоного, блакитного та пурпурового.

### Музика

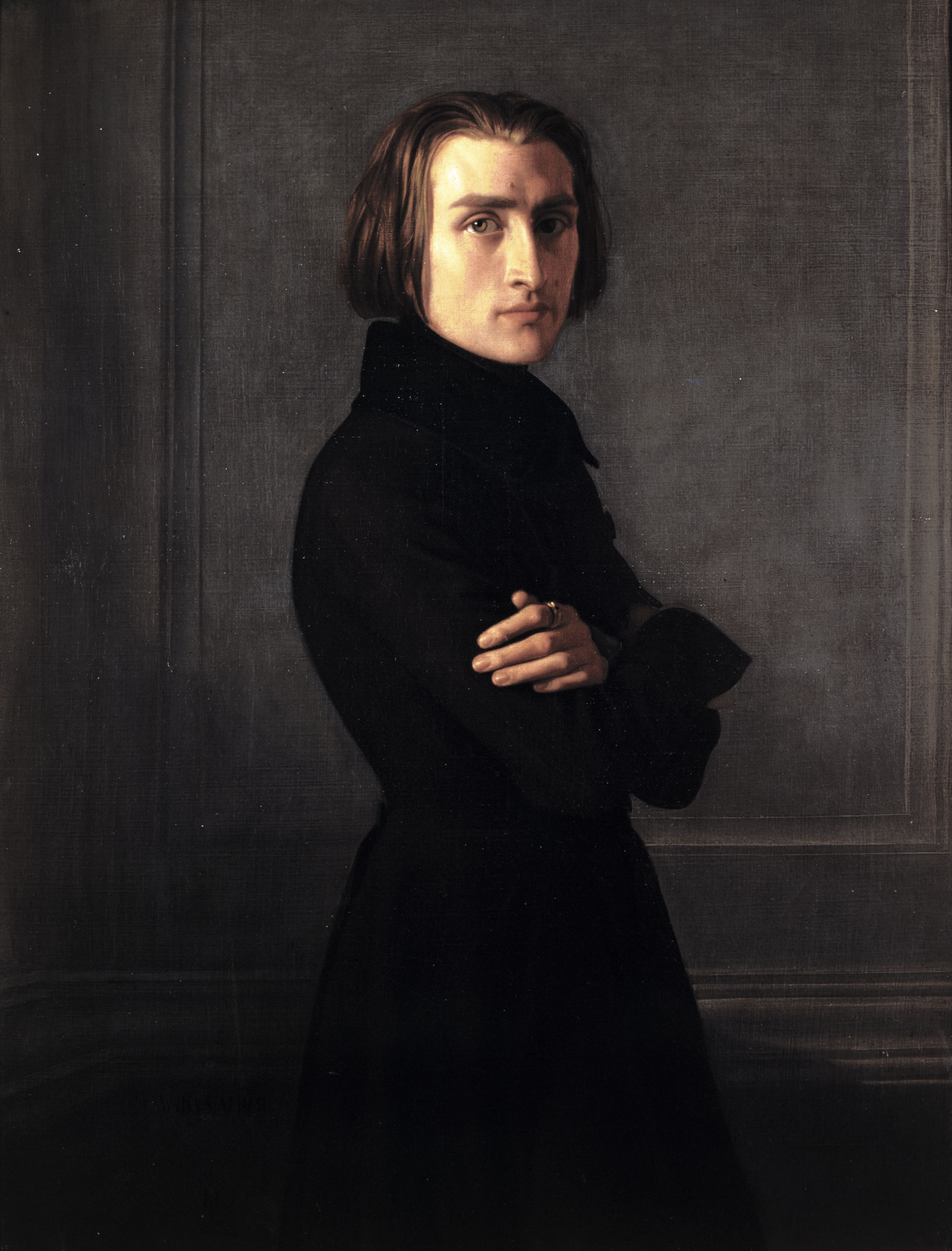
Ференц Ліст

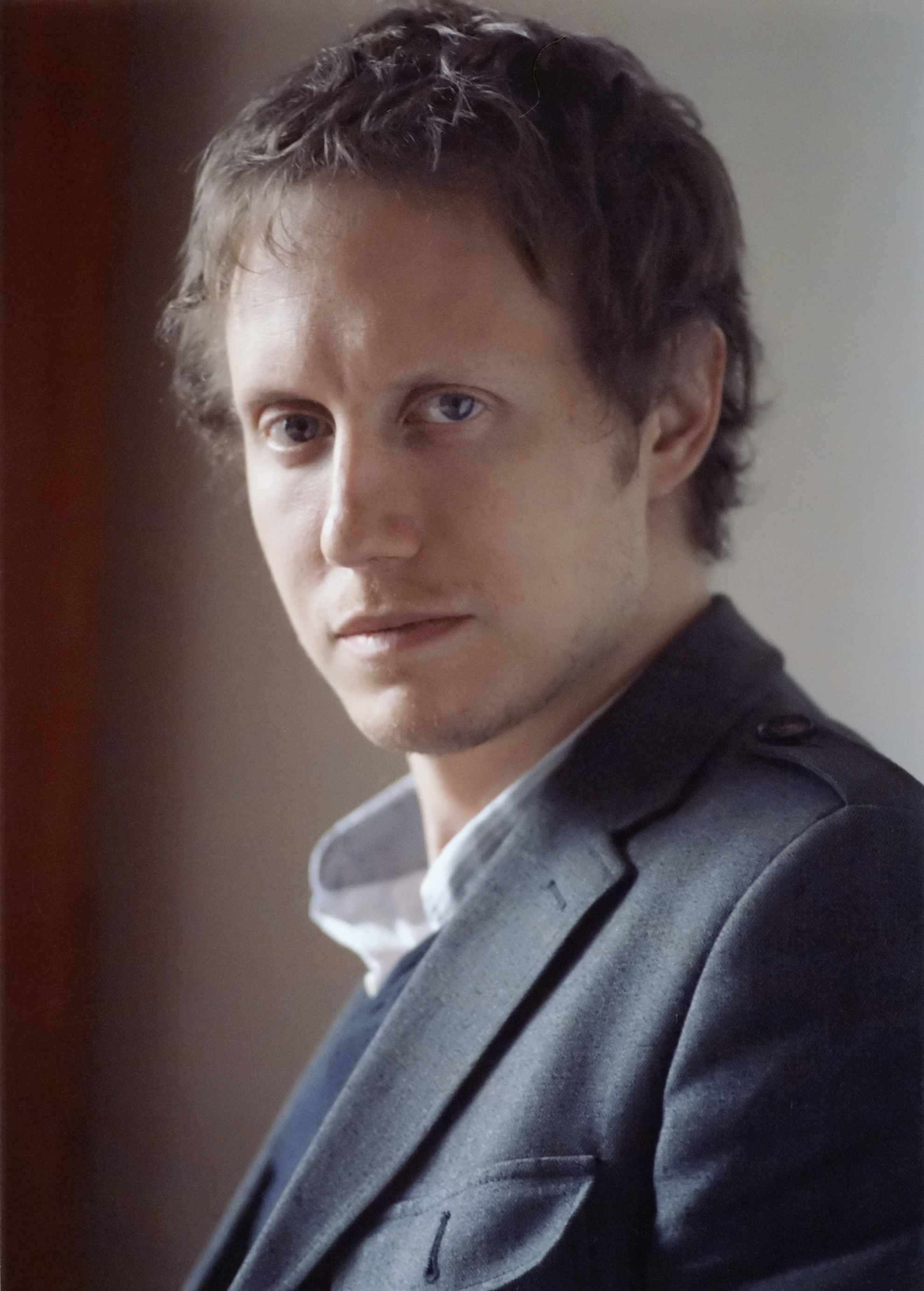
Ласло Немеш

Всесвітньо відома не лише угорська традиційна народна музика, а й чисельні класичні композитори, як-от Ференц Ліст або Бела Барток. Творчість композиторів пов'язана з історією Угорщини та боротьбою за розвиток національної культури. Традиційні поєднання фольклору та сучасної виразності.
До угорської народної музики зверталися іноземні композитори, Йоганнес Брамс у співпраці з Едуардом Ременьї створив «Угорські танці» для фортепіано в 4 руки.
- Композитори: Золтан Кодай, Франц Легар, Імре Кальман, Шандор Верешш
- Скрипалі: Йозеф Йоахім, Леопольд Ауер
- Диригенти: Юджин Орманді, Джордж Селл, Дораті Антал, Георг Шолті, Іштван Кертес, Ференц Фрічай, Золтан Рожняї
- Квартети: Угорський квартет, Будапештський квартет

Угорщина бере участь у Євробаченні починаючи з 1994 року. Серед відомих виконавців — Фрідеріка Баєр, Магді Ружа, Каті Вольф, Compact Disco, Андраш Каллай-Саундерс, ByeAlex. На середину минулого століття припав фестивальний вибух — були популярними майданчики Tessék választani!, Made in Hungary, Táncdalfesztivál. Сучасний Сігет — один із найбільших європейських фестивалів, що відбувається щоліта з 1993 року на дунайському острові Hajógyári sziget в Обуді (Будапешт).

### Кінематограф
Через історичні особливості місцевий кінематограф розвивався досить повільно, проте Угорщина — рідна країна безлічі видатних акторів. Хвилі еміграції сильно вплинули на розвиток Голлівуду, угорці нерідко ставали володарями премії Оскар.
Всесвітньо відомі митці Адольф Цукор, Вільям Фокс, Леслі Говард, Пол Лукас, Лайош Біро, Джордж К'юкор, Кінг Відор, Майкл Кертіс, Рудольф Мате, Александр Корда.
Будапешт став популярною локацією для знімання кінофільмів: Хеллбой 2: Золота армія, Контроль, Червона спека, Місія нездійсненна: Протокол «Фантом», Перевізник 3, Шпигунка та Шпигун, вийди геть!. Драматичний фільм, який зняв дебютант Ласло Немеш Син Саула показали на Каннському кінофестивалі 2015, де отримав Гран-прі, також здобув премію «Оскар»-2016 за найкращий фільм іноземною мовою.

## Спорт

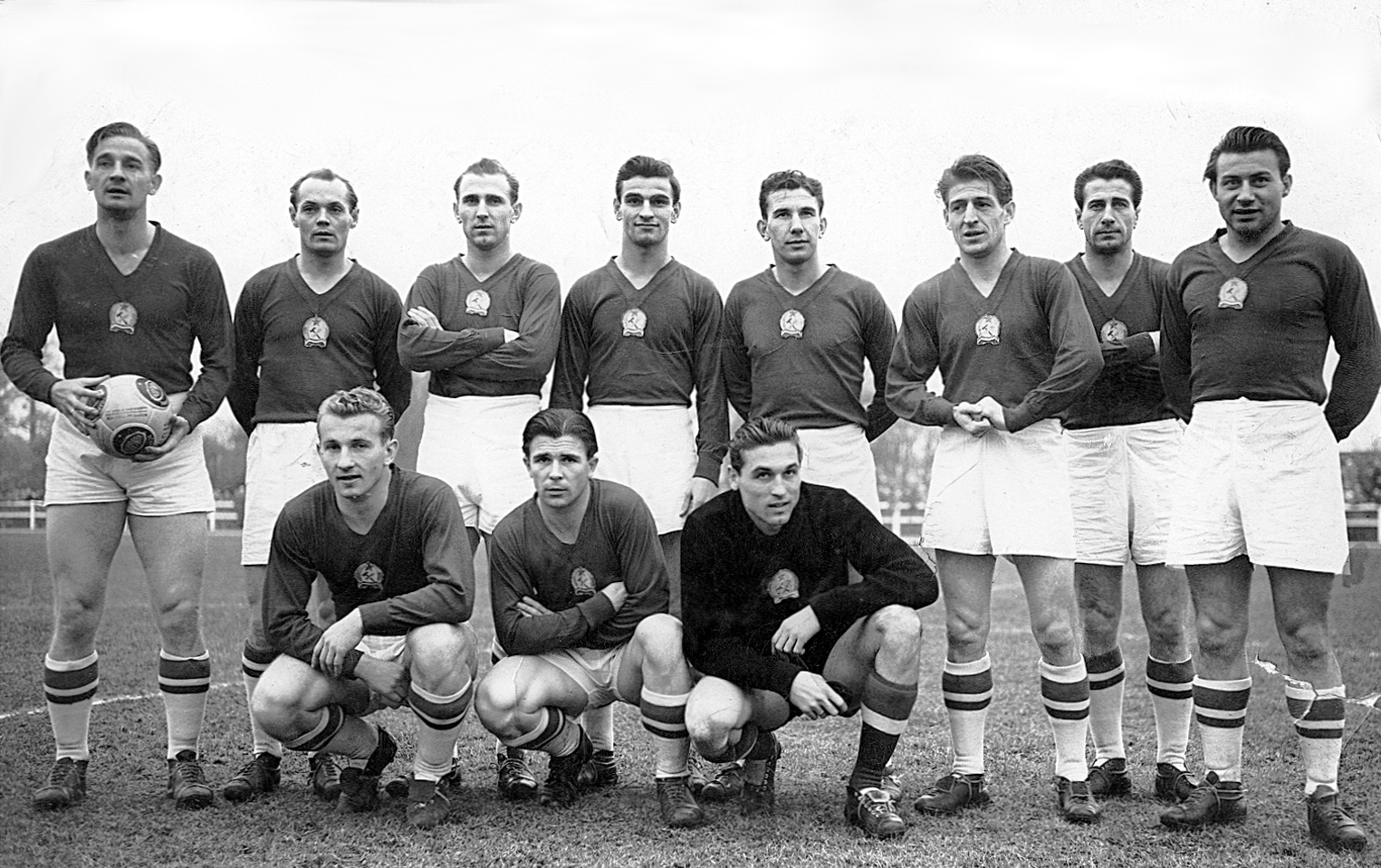
Золота команда, 1953

Найпопулярнішим спортом традиційно є футбол, у цій грі країна неодноразово досягала чудових результатів. На Олімпійських іграх тричі здобуто титули, зайняте друге місце на Світовому чемпіонаті 1938 і 1954 років, третє місце чемпіонату Європи з футболу 1964. Ференц Пушкаш — один із найвидатніших гравців в історії футболу, член славетної збірної Угорщини початку 1950-х років, так званої «Золотої команди». У жовтні 2009 року ФІФА заснувала щорічний приз Пушкаша автору найкрасивішого гола. Видатним є футбольний матч Англія — Угорщина (1953).
Угорська Дитяча футбольна федерація була заснована у 2008 році. В країні відбувався Чемпіонат Європи з мініфутболу 2010 (Будапешт і Дебрецен), Угорська футбольна федерація вийшла у фінал турніру УЄФА. Збірній вдалося перемогти чемпіона Євро-2004 Грецію 3:2 і переможця чемпіонату світу з футболу 2006 Італію 3:1. Юнацький чемпіонат Європи з футболу (U-19) 2008 проходив за участі Угорщини, де команда посіла 3 місце, а Молодіжний чемпіонат світу з футболу 2009 завершився з аналогічним результатом.
Лише сім країн (США, СРСР / Росія, Велика Британія, Франція, Китай, Італія і Німеччина) завоювали більше олімпійських медалей, ніж Угорщина. Ігри 1984 бойкотувалися. Популярне водне поло, плавання та фехтування. 2009-го хокеїсти дебютували на Чемпіонаті світу з хокею із шайбою.